# Sociedade Esportiva do Gama
A Sociedade Esportiva do Gama, ou simplesmente Gama, é um clube multiesportivo brasileiro, sediado no Gama, no Distrito Federal. Foi fundado como clube de futebol em 15 de novembro de 1975.
Embora tenha outras modalidades esportivas, suas principais conquistas e reconhecimento foram alcançados no futebol. O clube é um dos mais bem sucedidos do Distrito Federal e do Centro-Oeste brasileiro. Sendo o maior campeão candango e o segundo maior campeão nacional do Distrito Federal. É o segundo clube da capital federal em participações na elite do futebol brasileiro e o maior pós Taça Brasil e Roberto Gomes Pedrosa. É o clube com mais participações no Campeonato Brasiliense de Futebol. No futebol americano é tetra campeão da Taça Cairo Santos, o maior vencedor da competição.
Suas cores tradicionais são o verde e o branco, inspirado nas cores da Sociedade Esportiva Palmeiras e da Associação Atlética e Cultural Mariana. Seus maiores rivais históricos são o Brasiliense Futebol Clube, com quem disputa o Clássico Verde-Amarelo, o Brasília Futebol Clube, com quem disputa o Clássico Candango e, o Taguatinga Esporte Clube, disputando o chamado Clássico das Satélites. Desde sua fundação manda seus jogos no Estádio Bezerrão e no Mané Garrincha. Sua torcida é conhecida como gamenses e "alviverdes", sendo a maior torcida local do Distrito Federal.
As modalidades esportivas além do futebol e futebol americano têm história recente, ainda sem grandes destaques.
Em 1999, o Gama ganhou reconhecimento internacional após entrar na justiça comum para permanecer Campeonato Brasileiro de Futebol, após ter sido rebaixado para a Série B de 2000. O Gama argumentou que o TJD usou uma alteração ilegal do Código Brasileiro Disciplinar do Futebol para dar ao Botafogo-RJ os pontos que impediram que o clube carioca caísse para a Série B e fizeram que o Gama fosse rebaixado em seu lugar. Depois de muitas de idas e vindas – nas entranhas da justiça, comum e desportiva -, Clube dos 13 e CBF cederam e entraram em um acordo com o Gama em 20 de julho. Com o imbróglio, o campeonato de elite do futebol nacional foi a Copa João Havelange.

## História

### Associação Atlética e Cultural Mariana
A Associação Atlética e Cultural Mariana do Gama foi fundada em 11 de novembro de 1962 e tinha por finalidade criar cursos de alfabetização e profissionais, desenvolver a Educação Física e os desportos, promovendo e organizando jogos, exercícios desportivos e reuniões sociais capazes de favorecer o desenvolvimento cultural, físico, social e cívico da mocidade do Gama. Eram duas as categorias de sócios: os efetivos, que eram todos os membros da Congregação Mariana Nossa Senhora Divina Pastora e São Sebastião, do Gama, e os honorários, aqueles que, pertencendo ou não ao corpo social, merecessem essa distinção por deliberação da Assembleia Geral. José da Conceição Cruzeiro, Otávio Campos e Rubens Mendes Passos foram alguns de seus fundadores. Jader Carrijo foi o primeiro Presidente da Cultural Mariana. As cores oficiais da associação eram verde, azul, amarelo e branco.

### Fundação
Fundado por um grupo de desportistas que costumava matar o tempo discutindo o futebol amador que fervilhava no Gama nos idos anos 1970, o Boteco do Zé, no Setor Central do Gama, foi o palco do evento maior do futebol candango: a fundação da Sociedade Esportiva do Gama. Num domingo de sol -nenhum fundador sabe o dia exato-, um dos integrantes do grupo sugeriu a criação de um clube de futebol profissional que representasse o Gama no Campeonato Brasiliense. Os pioneiros, no dia 15 de novembro de 1975, lavraram a ata de fundação da Sociedade Esportiva do Gama, no Centro de Desenvolvimento Social. Entre os pioneiros, constam os nomes de Hermínio Ferreira Neves, Antônio Domingos de Aguiar, Antônio José Gonçalves, Luiz Alberto Brasil de Carvalho, Palmiro Bueno Nogueira Barros, Esmerindo Valeriano da Silva e Otacílio Nascimento de Freitas. Além destes, também participou o pioneiro Jaime do Santos, cujo nome não consta na ata devido ao fato de, na época, precisarem de nomes conhecidos. O time é oriundo do antigo time de futebol do Gama chamado de Mariana, e seu campo ficava onde hoje fica um edifício de apartamentos no setor central do Gama, defronte para a avenida que divide o setor de indústrias do setor central, em cujas arquibancadas de madeiras muitos torcedores viram um time pequeno mas de raça forte nascer.

### Década de 1970: Primeiros passos

#### 1975: Primeira Assembleia
Por maioria de votos, Hermínio Ferreira Neves foi eleito o primeiro presidente do Gama. Nessa mesma assembleia foram escolhidas as cores oficiais, verde e branca, o escudo, um brasão com o formato das pilastras externas do Palácio do Planalto com as iniciais S, E e G. O Gama começou a disputar o campeonato de profissional em 1976. Faltava dinheiro até para comprar uniforme, bolas e chuteiras. "Vaquinhas" entre os diretores eram a salvação.

#### 1976: Estréia no Campeonato Brasiliense
Mesmo com o prazo concedido aos clubes para que regularizassem suas situações e fizessem suas inscrições no campeonato de futebol do Distrito Federal, conforme constava do regulamento para competições oficiais de equipes profissionais, os clubes de Brasília não conseguiram regularizar seus atletas e por isso não foi possível o início da Taça Brasília (primeiro turno do campeonato). Em seu lugar passou a ser disputado o Torneio Imprensa, que se tornou a primeira competição oficial no novo regime profissional do DF. A competição contou com a participação de seis clubes: Brasília Futebol Clube, CEUB, Gama, Grêmio Esportivo Brasiliense, Humaitá Esporte Clube e Pioneira. Os jogos foram realizados às 15 e 17 horas dos sábados, sempre em rodada dupla, cabendo à equipe vencedora 60% da arrecadação, cujos ingressos teriam preço único de 10 cruzeiros, as arquibancadas, e 20 as cadeiras numeradas. Na preliminar do jogo Seleção Brasileira 1 x 0 Seleção do Distrito Federal, no Estádio Presidente Médici, no dia 21 de fevereiro de 1976, aconteceu o primeiro jogo da história do Gama.
Na preliminar daquele jogo, um fato histórico: o primeiro jogo da Sociedade Esportiva do Gama, clube fundado em 15 de novembro de 1975. O jogo foi contra o Humaitá Esporte Clube, do Guará, e válido pelo Torneio Imprensa, promovido pela Federação Metropolitana de Futebol. Curiosamente, foi o único do torneio disputado no Estádio Presidente Médici; os demais jogos foram realizados no Estádio Pelezão. O Gama venceu o jogo pelo placar de 2 x 0. Os gols foram marcados por Pedrinho, camisa 8, aos oito minutos do primeiro tempo, e Zequinha, aos trinta do segundo. Racib Elias Ticly foi o árbitro do jogo e o Gama formou com Wilson, Zé Mauro, Marcus Vinícius, Ricardo e Santos; Renildo, Pedrinho e Palito; Luís Alberto, Redi e Zequinha (Odair).
Por muito tempo, Brasília Futebol Clube x Gama foi o maior clássico do futebol brasiliense. A primeira vez que Brasília Futebol Clube e Gama se enfrentaram pelo campeonato brasiliense foi em 11 de maio de 1976, no Estádio Pelezão. Naquela ocasião, o Brasília Futebol Clube atravessava uma má fase técnica e lutava por uma reabilitação. Vinha de um empate diante do Canarinho (1 x 1) e de uma derrota para o Humaitá Esporte Clube (3 x 1). O Gama, até aqui, ainda não havia conseguido nenhum ponto positivo. Sofreu duas goleadas (6 x 0, para o Ceub, em sua estreia, e 5 x 1 para o Grêmio Esportivo Brasiliense) e duas derrotas por placares menores (2 x 0 para o Humaitá Esporte Clube e 1 x 0 para o Taguatinga Esporte Clube). Mesmo não estando bem, o Brasília Futebol Clube era favorito contra o Gama. A diretoria do clube estava muito insatisfeita com a atuação da equipe e chegou a ameaçar barrar alguns jogadores considerados estrelas. No Gama, o ambiente era de tranquilidade. Conscientes de suas possibilidades e de suas limitações, os jogadores iriam fazer o máximo para complicar a vida de seus adversários, como já fizeram contra o Taguatinga Esporte Clube no dia 1º de maio, quando perderam pela contagem mínima. Mesmo não apresentando um futebol que justificasse a sua pretensão de chegar ao título do primeiro Campeonato Brasiliense de profissionais, o Brasília Futebol Clube venceu o Gama com folga, por 4 x 1, mais pela fragilidade do adversário do que propriamente por seus méritos. O Gama cumpriu seu papel. Defendeu-se como pode, sem apresentar em momento algum comportamento que preocupasse o Brasília Futebol Clube. Com isso, o Brasília Futebol Clube pode marcar quatro gols no primeiro tempo, sem sofrer nenhum. O primeiro gol foi feito após uma jogada individual do ponteiro-direito Ramalho. Lançado pelo seu setor, conseguiu a penetração, driblou quem encontrou pela frente e atirou cruzado sem chances de defesa para Noel. Coube a Humberto marcar o segundo gol cinco minutos depois do primeiro. A bola foi lançada para a área, tinha-se a impressão que sairia. Rogério foi bastante rápido e conseguiu dominá-la a tempo e fazer um estupendo passe a Humberto que, de frente para o gol, só teve o trabalho de completar para as redes. O terceiro gol foi em jogada semelhante a do primeiro, só que desta feita o lançamento foi pelo lado esquerdo. Duda recebeu a bola e próximo à risca da grande área chutou de pé esquerdo, marcando 3 x 0 no placar. Três minutos antes de terminar o primeiro tempo, Humberto marcou o último gol do Brasília Futebol Clube. Novo lançamento para a área e a defesa do Gama deu uma tremenda pixotada. Humberto levou a bola como quis e atirou livre no meio do gol. No segundo tempo o Brasília Futebol Clube perdeu mais algumas oportunidades de ampliar o marcador. O gol de honra do Gama foi marcado quase no final do jogo, através de Galego, que viu o goleiro Norberto adiantado e jogou a bola por cima dele.

#### 1978: Briga política por uma vaga no Campeonato Brasileiro
No Distrito Federal havia o Torneio Incentivo antes de cada campeonato local, e foram juntamente estas as primeiras conquistas da Sociedade Esportiva do Gama vencendo as disputas de 1977 contra o Taguatinga Esporte Clube e 1978 novamente contra o Taguatinga Esporte Clube, mas o primeiro grande triunfo foi realmente o Campeonato Brasiliense de 1979.
Na decisão do torneio, depois de um primeiro tempo equilibrado, prevaleceu o olho clínico do técnico Airton Nogueira no início da segunda etapa e, graças a isso, o Gama acabou derrotando o Taguatinga Esporte Clube, por 2 x 0, na manhã de 26 de março de 1978, no Estádio do Gama, e com esse resultado conquistou o seu primeiro título na categoria de profissionais: o de campeão do Torneio Incentivo de 1977. O jogo foi bem disputado em todos os seus noventa minutos. O Gama começou melhor, parecia que ia definir a partida logo nos primeiros minutos, quando Niltinho perdeu duas chances seguidas de abrir a contagem. Mas, aos 23 minutos, o lateral Wellington, do Taguatinga Esporte Clube, fez uma falta feia em Manoel Ferreira e recebeu o cartão amarelo. Apesar do árbitro ter marcado a falta, o volante Júlio, do Gama, resolveu reclamar e discutir com o zagueiro Aldair. O árbitro, para evitar males maiores, acabou expulsando os dois jogadores. Quem perdeu mais com as expulsões foi o Gama, pois o seu meio-campo sentiu bastante a ausência de Júlio, enquanto que o Taguatinga Esporte Clube conseguiu rearmar sua retaguarda e chegou até a fazer perigar a meta do goleiro Chico. A primeira etapa foi encerrada sem abertura de contagem. Para o segundo tempo, Airton Nogueira resolveu inverter as posições de Niltinho e Tico e com isso perturbou o sistema defensivo do Taguatinga Esporte Clube, cujos zagueiros resolveram acompanhar os jogadores que tinham sob severa marcação, caindo na armadilha do técnico do Gama. Logo no primeiro minuto, Roldão perdeu um gol certo, o mesmo acontecendo com Niltinho, que se atrapalhou na hora do arremate. No ataque seguinte, em nova jogada de Roldão, Manoel Ferreira chutou com perigo raspando a trave de Carlos José. Finalmente, aos cinco minutos, Niltinho, na ponta-esquerda, passou a bola para Tico e correu para dentro da área, para onde Tico fez o lançamento. De primeira, Niltinho chutou com violência e inaugurou o marcador, sem qualquer chance de defesa para o goleiro Carlos José. A partir daí, o Gama tomou conta do jogo e, animado por sua torcida, chegou aos 2 x 0 aos 22 minutos. Numa falta bem cobrada por Tico para dentro da pequena área, entrou Roldão com certeira cabeçada, fixando o marcador. O Gama ainda perdeu outras chances de marcar.
Uma briga política pela segunda vaga do DF no Campeonato Brasileiro de 1978 (a primeira era do Brasília Futebol Clube), envolvendo Gama e Taguatinga Esporte Clube, quase provocou um fato inédito no futebol, ou seja, um técnico dirigindo dois times diferentes no mesmo dia. Tudo começou em 2 de fevereiro de 1978, quando reunida a Assembleia Geral de Clubes da Federação Metropolitana de Futebol, esta decidiu licenciar o Canarinho Esporte Clube e o Grêmio Esportivo Brasiliense, ambos pelo período de um ano. Graças aos apelos do presidente do Taguatinga Esporte Clube, Justo Magalhães, o Canarinho escapou de ser desfiliado. Justo Magalhães pediu a presidência da Federação Metropolitana de Futebol e aos demais representantes que dessem um voto de confiança ao Canarinho e não tomassem medidas radicais. Foi feita uma ponderação e a Assembleia achou por bem convocar o presidente do Canarinho, Antônio Ferreira, para que esse fizesse os devidos esclarecimentos. Ao tomar conhecimento de que não poderia afastar-se por completo da FMF, sob pena de o clube ser desfiliado, o dirigente do Canarinho salientou que o clube disputaria as categorias denominadas inferiores. Por outro lado, o presidente do Gama, Márcio Tannus, foi o único representante a dar um parecer contra a licença do Grêmio Esportivo Brasiliense, afirmando que era radicalmente contra pedidos de licenciamento e retorno de filiados, dizendo que os clubes deveriam permanecer em completa atividade ou solicitar extinção. Aproveitando-se da licença do Canarinho, o Taguatinga Esporte Clube contratou sete dos seus jogadores e mais o treinador João da Silva, dando, de imediato, entrada nos contratos junto a CBD. Acontece que o Canarinho ainda tinha uma partida a fazer pelo Torneio Incentivo de 1977, iniciado em outubro de 1977 e que passou para o ano de 1978. Paralisado em dezembro de 1977, seus jogos retornaram no final de janeiro de 1978. Faltava ao Canarinho justamente um jogo diante do Gama, vencedor do 1º turno, e que, caso o Canarinho fosse vencedor, ajudaria o Taguatinga Esporte Clube, que estava na luta pelo returno. No dia 19 de fevereiro de 1978, estava marcada a rodada dupla Gama x Canarinho e Grêmio Esportivo Brasiliense x Taguatinga Esporte Clube, no Estádio Bezerrão, do Gama. O jogo Gama x Canarinho foi disputado na parte da manhã. Para surpresa de todos, o Canarinho venceu o Gama por 2 x 0. Um dos fatos mais comentados durante esse jogo foi a atuação de João da Silva, das arquibancadas, gritando e passando instruções ao preparador físico do Taguatinga Esporte Clube, Aparecido, que trabalhava como “treinador formal” do Canarinho. Na parte da tarde, deveriam jogar Grêmio Esportivo Brasiliense x Taguatinga Esporte Clube. Os times chegaram a entrar em campo. Como técnico do Taguatinga Esporte Clube, à beira do gramado, estava o mesmo João da Silva. Foi aí que o árbitro Carlos Alberto Hagstrong, alegando que a marcação ruim do campo não permitia a realização do jogo, suspendeu a partida, deixando os dirigentes do Gama muito irritados. O Gama recorreu para tentar recuperar os pontos perdidos para o Canarinho, alegando que os jogadores do Canarinho já estariam com rescisão de contrato com o ex-clube. Não ganhou a causa. Inclusive surgiram comentários da parte dos dirigentes do Gama que “não adiantava a união de esforços entre Taguatinga Esporte Clube e Canarinho para impedir que o Gama ganhasse o título e, consequentemente, a segunda vaga no Campeonato Brasileiro”. Poucos dias depois, o presidente do Taguatinga Esporte Clube, Justo Magalhães, foi mais vivo que toda a diretoria do Gama e em uma conversa de cerca de três horas com o presidente da CBD, Heleno Nunes, garantiu a segunda vaga do DF no Campeonato Brasileiro de 1979 para seu clube. Usou de todos os argumentos possíveis e disponíveis para convencer Heleno Nunes de que o futebol profissional do DF só conseguiria progredir se mais uma vaga fosse oferecida aos clubes brasilienses, alegando que o campeonato local teria mais motivação e todos os clubes cresceriam de nível técnico, compulsoriamente. Na reunião em que a CBD decidiu que o número de participantes do Campeonato Brasileiro de 1978 ficaria em 72, Justo Magalhães conseguiu chegar à sala de reunião dos diretores da entidade com os presidentes de federações, afirmando que era o assessor técnico do presidente da FMF, Gerson Alves de Oliveira. Argumentou que convenceu André Richer para deixá-lo permanecer no recinto. Com isso, quando Goiás apresentou o pedido de aumento para quatro clubes, imediatamente a inscrição da segunda vaga brasiliense pôde ser feita. Voltando ao torneio local, o Taguatinga Esporte Clube venceu o Gama, por 1 x 0, já contando com João da Silva como seu treinador. O resultado inesperadamente colocou o Canarinho no páreo, mas sem time para disputar qualquer partida mais, enquanto que o Taguatinga Esporte Clube ainda reclamava os dois pontos do jogo que não disputou contra o Grêmio Esportivo Brasiliense, que também estava na mesma situação do Canarinho. A Federação Metropolitana de Futebol fez uma consulta à CBD para saber como proceder nesta questão. Se o Taguatinga Esporte Clube ganhasse os dois pontos que não jogou contra o Grêmio Esportivo Brasiliense, ficaria com o título do segundo turno. Posteriormente, com a licença de Canarinho e Grêmio Esportivo Brasiliense confirmadas, o Taguatinga Esporte Clube foi apontado como campeão do 2º turno, se qualificando para disputar o título com o Gama, vencedor do 1º. No dia 26 de março de 1978, o Gama venceu o Taguatinga Esporte Clube, por 2 x 0 e sagrou-se campeão do Torneio Incentivo de 1977. No banco de reservas do Taguatinga Esporte Clube, como seu treinador, estava João da Silva. De nada adiantou tudo isso, pois, dias depois, o presidente da CBD, Heleno Nunes, afirmava taxativamente não haver a menor possibilidade de colocar mais um representante do DF no Campeonato Brasileiro, pois o número de 72 participantes já estava definido e em hipótese alguma seria majorado (o que não foi verdade, pois esse número foi aumentado para 74).

#### 1979: Primeiro título brasiliense
Quem acompanhou a campanha do Gama no 1º turno do Campeonato Brasiliense de 1979, jamais imaginaria que esse time fosse se recuperar ao ponto de sagrar-se campeão. No 1º turno, foi, simplesmente, o último colocado, depois de perder quatro dos cinco jogos que disputou (sua única vitória, curiosamente, foi justamente sobre o Brasília Futebol Clube, vencedor dessa etapa). Veio o 2º turno, a mudança de treinador (Bugue pelo interino Jaime de Souza Santos e Martim Francisco, em definitivo) e a recuperação total. De forma invicta (quatro vitórias e um empate), ficou com o título de campeão do turno. No 3º turno, dividiu a primeira colocação com o Brasília Futebol Clube, ambos com oito pontos e sem conhecer derrotas. Na decisão desse turno, vitória de 1 x 0. Brasília Futebol Clube (campeão do 1º turno) e Gama (campeão do 2º e 3º turnos) foram para o primeiro jogo da grande decisão do campeonato, no dia 19 de agosto de 1979, no Pelezão. Com dois pontos contra um do Brasília Futebol Clube (um ponto de bonificação por turno vencido), ao Gama bastava a vitória para conquistar o campeonato; o Brasília Futebol Clube teria que vencer para forçar a decisão para uma semana depois). O título veio após o placar de 2 x 1, de virada, com dois gols de Péricles. Foi o primeiro título de campeão brasiliense da história do Gama, quebrando a série de títulos do Brasília Futebol Clube, tricampeão do DF em 1976, 1977 e 1978 . Péricles, com dez gols, e Fantato, com oito, foram os dois principais artilheiros do campeonato.
Apesar da profunda penúria Osvando Pimentel de Lima, no início de 1979 assumiu a presidência e montou um grande escrete, onde despontavam Hélio, Carlão, Fantato, Manoel Ferreira,Robertinho, Kidão, Odair, Péricles, o artilheiro do campeonato com 10 gols, entre outros, comandados pelo "velho gênio" Martim Francisco que pegou o time classificado em quarto lugar no primeiro turno. Este time, montado por Almir Vieira, era sustentado com o dinheiro da promoção Gamão Milionário. O Gama foi campeão Metropolitano de 1979, desbancando o Brasília Futebol Clube e impedindo o tetracampeonato do Colorado. Foi o melhor time do campeonato naquele ano e apontado, até hoje, como o melhor time de todas as épocas da Sociedade esportiva do Gama, tanto é que até hoje muitos torcedores sabem o time titular de cor.
Para festejar os 30 anos da conquista foi organizado um jogo entre as equipes masters do Gama 79 x Brasília Futebol Clube 79, no dia 16 de agosto de 2009 e lançado um DVD intitulado "ESCRETE 79: os bastidores de uma conquista." produzido por Marcio Almeida, onde todo o elenco reunido assistiu ao vídeo no lançamendo do DVD no dia 15 de novembro de 2009 (aniversário de 34 anos do clube).
Elenco: goleiros - Hélio, Lúcio e Jaidan. zagueiros - Décio, Kidão, Kell, Manoel Silva. laterais: Carlão, Odair, Newton Carneirinho e Vado. meio campistas - Santana, Manoel Ferreira, Péricles, Júlio, Vicente, Zú. Atacantes - Robertinho, Roldão, Fantato, Niltinho, Cleiton, Tico e Careca.
| CF | Clubes      | J  | V  | E | D | GF | GC | SG | PG | Aprov. |
| -- | ----------- | -- | -- | - | - | -- | -- | -- | -- | ------ |
| 1º | Gama        | 17 | 10 | 3 | 4 | 29 | 19 | 10 | 23 | 67,6%  |
| 2º | Brasília    | 17 | 11 | 2 | 4 | 26 | 12 | 14 | 24 | 70,6%  |
| 3º | Guará       | 15 | 6  | 3 | 6 | 17 | 20 | -3 | 15 | 50,0%  |
| 4º | Taguatinga  | 15 | 4  | 3 | 8 | 14 | 20 | -6 | 11 | 36,7%  |
| 5º | Bandeirante | 15 | 4  | 3 | 8 | 14 | 23 | -9 | 11 | 36,7%  |
| 6º | Sobradinho  | 15 | 4  | 2 | 9 | 13 | 19 | -9 | 10 | 33,3%  |

Até esse jogo, o Gama havia disputado quatro amistosos interestaduais, com derrota em todos eles: 9 de outubro de 1977 - 0 x 3 Botafogo-RJ, 17 de outubro de 1977 - 0 x 1 Itumbiara, 20 de novembro de 1977 - 1 x 2 Flamengo-RJ e 5 de março de 1978 - 0 x 2 Flamengo-RJ, os quatro tendo como local o Bezerrão. O jogo do dia 13 de março de 1978, mais uma vez no Bezerrão, contra o Vitória-ES, teve o pontapé inicial dado pelo então líder do Governo no Senado Federal, Eurico Rezende, e, logo de saída, o Gama foi tentando chegar ao gol, com o trio de meio-campo jogando bem. O Vitória jogava cautelosamente, ao ponto de seu artilheiro Zezinho voltar até o meio de campo para buscar jogo. O primeiro gol surgiu de uma jogada de Manoel Ferreira, que recebeu um lançamento do meio de campo. Ele aplicou um chapéu no lateral-esquerdo Ferreti, foi até a entrada da área e chutou forte. O goleiro Jonas não segurou e Niltinho cabeceou para as redes na recarga. Este gol despertou os jogadores capixabas e o Gama andou passando apuros depois. Até que, onze minutos depois, Ribon empatou, chutando de fora da área no canto superior de Wilmar.O gol da vitória do Gama veio somente no segundo tempo, marcado por Santana, depois de um bate-rebate na defesa do Vitória. Ele tocou por cobertura.
O Campeonato Brasileiro de 1979 teve o absurdo número de 96 participantes, 22 a mais do que a edição anterior. A primeira fase foi disputada por oitenta equipes, divididas em oito grupos de dez cada. Os três clubes de Brasília (Brasília Futebol Clube, Gama e Guará) integraram o Grupo C. Somente o Gama, primeiro colocado do grupo, alcançou classificação para a Segunda Fase. O Brasília foi o 9º e o Guará o 10º e último colocado do grupo. Na segunda fase, às 44 equipes classificadas da primeira fase se juntaram os 12 clubes vindos dos campeonatos carioca e paulista. Estes 56 clubes foram divididos em 7 grupos de oito times cada um, passando para a terceira fase os dois primeiros colocados de cada grupo. O Gama fez parte do Grupo L, sendo o 8º e último colocado, não conseguindo classificar-se para a terceira fase. O primeiro jogo do Gama no Campeonato Brasileiro foi equilibrado no primeiro tempo, mas no segundo o Gama dominou completamente. No primeiro tempo, Robertinho fez dois gols para o Gama, com dez minutos de jogo. O Atlético Goianiense reagiu e chegou ao empate ao empate num período de cinco minutos: Reinaldo, aos 23, e Gilberto, aos 28. No segundo tempo, o Gama voltou a dominar e fez mais acentuadamente. Péricles, aos 32 e 35, de pênalti, fez mais dois gols. O Atlético Goianiense só conseguiu diminuir quando faltavam cinco minutos para o término do jogo. Mesmo sofrendo forte pressão nos minutos finais, o Gama plantou-se na defesa e garantiu a vitória por 4 x 3.
No dia 6 de dezembro de 1979, a equipe brasiliense recebeu a Seleção da Nigéria, no Estádio Bezerrão. Com três gols de Manoel Ferreira e um de Fantato, o Gama goleia por 4x0.

### Década de 1980: Crise econômica e risco de dissolução

#### 1980: Vice-campeonato no Campeonato Brasiliense
Em 1980 o Gama finalizou o Campeonato Brasiliense na segunda colocação na classificação geral, logo atrás do Brasília Futebol Clube.

#### 1981: Campeão do Torneio Centro-Oeste
Em 1981 o clube conquista o Torneio Centro-Oeste, ao derrotar o Goiânia na decisão. Apesar disso, a década de 1980 foi muito difícil para o Gama: turbulência política e econômica, fracasso da promoção Gamão Milionário, etc. Em função disto, as gestões de apenas 2 anos não eram completadas porque vários presidentes desistiram diante das imensas dificuldades. Foi uma década negra, havendo sérios riscos de dissolução do clube.

#### 1983: Vice-campeonato no Campeonato Brasiliense
No dia 8 de maio de 1983, foi realizado, no Estádio Bezerrão, o Torneio Início do Campeonato Brasiliense desse ano. Com exceção da final, todos os outros jogos tiveram tempo de jogo de 30 minutos (15 x 15). Em caso de empate, decidiriam quem avançaria em cobrança de três pênaltis. A final teve 40 minutos (20 x 20) de tempo de jogo. O primeiro confronto da equipe foi diante do Vasco da Gama, do Cruzeiro no placar final de 1 a 1. O Gama entrou em campo novamente, dessa vez diante do Tiradentes, 2x0 para a equipe verde. O jogo da decisão foi diante do Sobradinho, no tempo regulamentar o jogo terminou sem gols. A equipe se sagrou campeã nos pênaltis, convertendo 2 chutes contra zero da equipe adversária.
Embora o título do candangão de 1983 não tenha vindo, o Gama conseguiu emplacar um segundo lugar na artilharia, com Lino. Outro jogador que obteve uma significativa participação foi o zagueiro central Zinha, do Gama, escolhido o melhor jogador do Distrito Federal.

### Década de 1990: Consolidação entre os grandes do país

#### 1990: Segundo título brasiliense, Torneio Seletivo de 1990 e estreia na Série C
Mesmo contando com um elenco reduzido (utilizou apenas 20 jogadores), o Gama conquistou em 1990 o seu segundo título de campeão brasiliense (o primeiro foi em 1979). Foram 18 jogos, com dez vitórias, sete empates e apenas uma derrota. Marcou 29 gols e sofreu nove. Cinco jogadores (Chaguinha, Toinzé, Augusto, Vicente e Evandro Chaveirinho) estiveram presentes nas 18 partidas disputadas pelo Gama no campeonato. Orlando Pereira, o Lelé, foi o técnico do Gama em 17 jogos. Somente em um, foi substituído interinamente pelo ex-goleiro Hélio Alcântara.
O Torneio Seletivo foi realizado de 19 de agosto a 7 de setembro e teve como objetivo indicar o representante do Distrito Federal no Campeonato Brasileiro da Série C de 1990, sendo o Gama, o campeão.
A Sociedade Esportiva do Gama foi o representante do Distrito Federal no Campeonato Brasileiro da Série C de 1990. Na Primeira Fase da competição, o Gama fez parte do Grupo D, juntamente com Atlético Clube Goianiense (Goiânia-GO), Vila Nova Futebol Clube (Goiânia-GO), União Esporte Clube (Rondonópolis-MT) e Ubiratan Esporte Clube (Dourados-MS). O regulamento do campeonato previa que, na Primeira Fase, os trinta clubes fossem agrupados em 6 chaves de 5 equipes cada. Jogaram dentro dos grupos só em partidas de ida. Os campeões de cada chave se classificaram, assim como os dois melhores segundos colocados dentre todos os grupos, perfazendo um total de 8 clubes. Os jogos do Gama na Primeira Fase foram esses: Ubiratan 0 x 1 GAMA, Atlético Goianiense 1 x 0 Gama, Gama 1 x 0 União, Gama 1 x 0 Vila Nova. O Gama se classificou para a Segunda Fase por ser o segundo melhor entre os segundos colocados. Para esta fase, os oito classificados foram agrupados em quatro chaves de dois clubes, que jogaram em partidas de ida e volta. Os vencedores desses confrontos avançaram. Coube ao Gama enfrentar novamente o Atlético Goianiense. Venceu o primeiro jogo no Bezerrão, mas foi goleado no jogo de volta em Goiânia, não passando para a Terceira Fase.

#### 1991: Primeira participação na Copa do Brasil
Não houve alteração no regulamento da Copa do Brasil de 1991. Novamente tomaram parte os 23 campeões estaduais e mais os 9 vice-campeões dos estaduais com maior arrecadação. Foi pífia a primeira participação do Gama, campeão brasiliense de 1990, na Copa do Brasil. Nos dois jogos contra o Sport Recife, sofreu duas derrotas, não marcando um gol sequer. A campanha do Gama só não foi pior do que a do Caiçara, do Piauí, que sofreu uma impiedosa goleada de 11 x 0 diante do Atlético Mineiro, a maior em toda a história da competição.

#### 1992: Início de uma nova fase com Wagner Marques
Em 1992 foi o início de uma nova fase, com destaque para uma muito bem-sucedida parceria entre o presidente então de honra do Clube, Wagner Marques, e o presidente executivo, Agrício Braga Filho. O otimismo e a determinação do clube transformaram o Gama no melhor time do Distrito Federal. Neste período, o clube conquistou o bicampeonato (1994 e 1995) tendo como técnico, no ano de 1994, Joel Martins e como Preparador Físico o Professor Paulo Sergio R. Penna Marinho, e o tricampeonato (1997, 1998 e 1999).
Uma célebre ala direita com Carlinhos e Chaguinha encantava a torcida durante o bicampeonato e as experiências na terceira divisão. Depois disso, a base formada por jogadores como Alexandre, Wilson Goiano, Nen, Gérson, Jairo, Deda, Romualdo e Lindomar ajudou a fortalecer a melhor formação da história do time que seria base da equipe durante os anos na primeira divisão.

#### 1994: Terceiro título brasiliense
Para chegar ao terceiro título de campeão brasiliense de sua história (havia vencido em 1979 e 1990), o Gama teve que superar nove adversários nos dois turnos disputados em 1994. No 1º turno, foi o segundo colocado e, na decisão, venceu duas vezes o Sobradinho, primeiro colocado. Foi o primeiro colocado no 2º turno e, na decisão, enfrentou o surpreendente Samambaia, empatando o primeiro jogo e vencendo o segundo. Após esses resultados, chegou ao título de campeão sem a necessidade da realização de partidas extras. A campanha do Gama foi a seguinte: 22 jogos disputados, treze vitórias, seis empates e três derrotas. Marcou 39 gols e sofreu 18, terminando com um aproveitamento de 72,7%. Três técnicos dirigiram o Gama nessa campanha: José "Jota" Alves Monteiro, em apenas um jogo, realizado no dia 8 de maio; foi, então, substituído por Paulo Roberto dos Santos, que ficou à frente do clube de 22 de maio a 7 de agosto. Por último, Joel Martins, que foi o treinador do Gama em seus últimos oito jogos. O Gama utilizou 29 jogadores para chegar ao título. Apenas dois, o goleiro Gildo, e o atacante Anderson estiveram em todos os 22 jogos disputados pelo Gama. Com os 17 gols assinalados, Anderson foi o artilheiro do campeonato.

#### 1995: Quarto título brasiliense
Brasília e Gama não passaram de um empate por 0 x 0, no dia 28 de setembro de 1995, no CAVE, na primeira partida decisiva do Campeonato Brasiliense. O segundo tempo começou nervoso, com muitas faltas. Até que, aos 11 minutos, o Gama perdeu o zagueiro Gerson. Num lance sem bola, o atacante Marquinhos, depois de ser derrubado pelo zagueiro, deferiu-lhe um soco no nariz, que provocou um corte. Gerson deixou o campo sangrando muito. O árbitro e o bandeirinha alegaram que não viram a agressão e Marquinhos não foi punido. Depois disso os times se acalmaram mais, criaram algumas jogadas de gol, porém, sem sucesso, e o empate acabou sendo justo. Na partida de volta, no Bezerrão, o Gama venceu por 2 a 1 e conquistou o tetracampeonato brasiliense.[carece de fontes?] A equipe também foi a última a perder a invencibilidade nas três séries do Campeonato Brasileiro.

#### 1997: Quinto título brasiliense
Dez equipes disputaram, em dois turnos, a Primeira Fase do Campeonato Brasiliense da Primeira Divisão de 1997. O regulamento previa que os quatro primeiros colocados estariam classificados para as semifinais. Foram eles, pela ordem: 1º - Brasília Futebol Clube, com 38 pontos ganhos; 2º - Gama, 33 (e 19 gols de saldo); 3º - Sobradinho, 33 (8 gols de saldo) e 4º - Planaltina, 28. O primeiro colocado jogaria com o quarto e o segundo com o terceiro. Nas primeiras semifinais, disputadas em 13 de julho de 1997, Sobradinho e Gama empataram em 1 x 1, no Augustinho Lima, e o Brasília foi até o Adonir Guimarães e surpreendeu o Planaltina, derrotando-o por 2 x 1. Os jogos de volta foram disputados no dia 20 de julho de 1997. No Mané Garrincha, o Planaltina devolveu o placar do primeiro jogo ao Brasília Futebol Clube, vencendo-o por 2 x 1, resultado que não foi suficiente para sua classificação para a final, pois os resultados iguais favoreceram ao Brasília Futebol Clube. No outro jogo, no Bezerrão, o Gama não teve trabalho para vencer o Sobradinho, por 3 x 0, e garantiu sua vaga na final. Nos dois jogos da final, o Gama derrotou o Brasília Futebol Clube, ambos pelo mesmo placar, 2 x 0, o primeiro no Bezerrão e o segundo no Mané Garrincha.

#### 1998: Sexto título brasiliense e conquista da Série B
Em 1998, no ano da conquista da Série B, o Gama se sagra hexacampeão brasiliense.
A alegria maior do Gama aconteceu em dezembro de 1998, com a conquista do Campeonato Brasileiro Série B, que levou o clube para a elite do futebol brasileiro. Foi um título histórico, que coroou uma gloriosa campanha do time, principalmente na reta final da competição e teve como destaques o meia Rodrigo Beckham e o técnico Vágner Benazzi.
Na fase decisiva, o Gama superou, no quadrangular final, o Londrina, a Desportiva e o Botafogo-SP (venceu duas partidas e empatou quatro). No último jogo, diante de um público estimado em 50 mil pessoas, no Estádio Mané Garrincha, o alviverde goleou o Londrina por 3-0, e conquistou a Série B de 1998.
O dia 20 de dezembro de 1998 ficou marcado na história do futebol da capital federal. Nesta data, um domingo nublado que depois lavou a alma da galera com uma chuva fina, o Gama enfrentou o Londrina diante de um público de aproximadamente 51200 pagantes (recorde do Estádio Mané Garrincha original) e bateu o time paranaense pelo placar de 3 a 0, coroando assim a campanha que levaria um clube do Distrito Federal pela primeira vez à Série A do Campeonato Brasileiro pós-Copa União, divisão na qual permaneceu por quatro anos e cuja passagem renderia história para muitos outros textos, de tão marcante que foi este período (Caso Sandro Hiroshi, Copa João Havelange, entre outras).
Os antecedentes desta epopeia remontam não só ao torneio disputado em si, mas aos acontecimentos de pelo menos quatro anos antes do capitão do time, o zagueiro Jairo, erguer a taça simbólica oferecida pela Federação Brasiliense de Futebol e fazer a festa diante de sua torcida (a taça oficial seria entregue em cerimônia da CBF dias depois).
Para a “segundona” de 1998 o Gama contava com a sua base habitual que havia conquistado o bicampeonato candango naquele ano (o sexto de sua história) reforçada com jogadores que seriam importantes naquela campanha como William, Renato Martins, a dupla de Neis – Júnior e Bala – e o principal deles, Rodrigo, eternizado na história do Gamão do Povão ostentando a camisa 10 durante o campeonato.
No banco, um velho conhecido da torcida alviverde: Orlando Lelé. O ex-lateral com passagens por Santos e Vasco estava em sua terceira passagem no comando técnico da equipe e havia assumido faltando quatro jogos para acabar o Candangão daquele ano. Veio o título e Lelé foi mantido para conduzir o time em mais uma campanha na Série B.
O Gama pegou um grupo difícil, com times consagrados como Bahia e Ceará e outros tradicionais como XV de Piracicaba, Americano e Tuna Luso. Se o regulamento favorecia para realizar um bom desempenho (quatro times passavam num grupo de seis) o futuro na competição era preocupante, pois a grande atração daquele ano era sem dúvidas a participação do Fluminense, que depois de ser beneficiado pela virada de mesa que aumentou o número de participantes da Série A de 1997 foi rebaixado novamente e não teria mais como fugir de “pagar” a Série B e entrar na disputa para poder voltar à elite, onde teoricamente era favorito a levar uma das duas vagas.
O Gama não teve vida fácil, a começar pelo início. Um empate com um gol no finzinho contra a Tuna Luso e derrotas contra Bahia, XV e Ceará fizeram Orlando Lelé ser sacado do comando do time.
Providencial ou não, a mudança foi um divisor de águas na campanha. Para o seu lugar foi chamado aquele que daria cara ao time que conduziu o periquito até à festa no Mané Garrincha: Vagner Benazzi.
Sua estreia não poderia ter sido melhor: contra o Americano no Bezerrão veio uma vitória daquelas para encher o torcedor de otimismo, 3 a 0 no clube carioca. E para melhorar ainda mais seguiu-se um segundo triunfo contra o mesmo adversário por 2 a 1 em Campos dos Goytacazes.
Fazendo o dever de casa (devolvendo em casa as derrotas que teve contra XV e Bahia) o alviverde conseguiu beliscar a quarta e última vaga daquele grupo, deixando – quem diria – o Bahia por mais um ano na segundona. Dali para frente a torcida gamense faria festa atrás de festa toda vez que tivesse jogo no Bezerrão.
A festa que tomou conta do Mané Garrincha naquele dia tinha todos os temperos especiais para que se tornasse inesquecível: finalmente o Distrito Federal sairia da marginalização da bola e passaria a figurar o mapa da bola brasileiro. Para os torcedores simbolizava uma espécie de redenção: não mais seria necessário torcer para os times de fora para poder acompanhar o principal torneio de futebol do país, pois o Gama, um time tão próximo da galera, agora fazia parte da festa.
Naquela noite mesmo os jogadores já saíram do estádio no carro de bombeiros para serem escoltados pela torcida até a volta ao Bezerrão, onde foram recebidos por uma multidão que jamais se esquecerá daquela comemoração – de longe a mais importante da história da cidade.
Para celebrar não só o título, mas todo aquele momento em que todos tinham motivos para se orgulhar de ser alviverde, foi erguido um monumento no balão que dá acesso à cidade – onde hoje existe um viaduto – com o escudo do clube e em cima do mesmo um periquito estilizado carregando uma bola. Criado pelo artista Ariomar da Luz Nogueira, o marco ganhou importância tamanha que o balão daquele momento em diante passou a ser chamado pelo povo de Balão do Periquito.
Até os Raimundos quis deixar registrado aquele momento. Na letra de Boca de Lata a banda canta: “1999 aí e o Gama fazendo presença de primeira”.
No ano seguinte o Gama fez uma campanha honesta no Brasileirão, teve vários jogos memoráveis e vitórias fantásticas e, por mais que o desfecho não tenha sido o desejado pelos torcedores.

#### 1999: Sétimo título brasiliense
Ainda em festa pela conquista da Série B no ano anterior, a cidade teve mais um motivo para comemorar. O Gama já como o melhor time da história do futebol brasiliense garantiu mais uma alegria para o torcedor, o tricampeonato consecutivo do Campeonato Brasiliense. Em 22 jogos, o periquito venceu 15 e empatou 7, sendo campeão invicto.

### Década de 2000: Consolidação como o grande do DF

#### 2000: Suspensões, W.O e oitavo título brasiliense
Em 1999, através do advogado Paulo Goyaz, o clube deu entrada numa ação legal civil publica, contra a Confederação Brasileira de Futebol (CBF), Rede Globo, Clube dos Treze e FIFA, em 1999/2000, em face de um rebaixamento da Primeira Divisão do futebol Brasileiro. Houve uma mudança na jurisprudência nacional e internacional sob o entendimento de que o torcedor é consumidor do campeonato e não de uma simples partida, como era anteriormente. Feito este que teve repercussões internacionais, acabou gerando duas CPIs, a mudança das regras do Futebol e a criação do Estatuto do Torcedor, do qual participou ativamente na sua elaboração. Sendo que o Gama foi e é o único time de futebol que jogou um campeonato por força de decisão judicial em todo o Planeta. Paulo Goyaz foi Vice-Presidente e Presidente da Sociedade Esportiva do Gama.
Bandeirante e Gama haviam chegado às semifinais do Campeonato Brasiliense de 2000. Em dois jogos, o Bandeirante enfrentaria o Brasília Futebol Clube e o Gama teria o Dom Pedro II como adversário. O Bandeirante venceu uma por 2 x 1 e empatou a outra por 1 x 1. Gama e Dom Pedro II empataram as duas partidas que fizeram: 1 x 1 e 0 x 0, resultados que deram a vaga na decisão do campeonato ao Gama por ter melhor campanha que seu adversário. Veio o primeiro jogo da final, no dia 25 de junho de 2000. Com a melhor campanha na Primeira Fase, o Gama tinha a vantagem de jogar pelo empate no caso de vencer essa primeira partida. Em busca de seu sexto título em sete anos, o Gama entrou em campo com uma formação mais ofensiva, com três atacantes. Pela primeira vez numa decisão, o Bandeirante entrou mais cauteloso. Com o meio de campo desorganizado, o Bandeirante foi totalmente dominado no primeiro tempo. O Gama teve duas grandes oportunidades de inaugurar o marcador, mas isso não aconteceu. Mesmo retornando para o segundo tempo melhor que o Bandeirante, o Gama só marcou seu gol aos 21 minutos, através de Abimael. Essa vantagem deu a falsa sensação de que o Bandeirante estava morto. O Gama passou a tocar a bola. No entanto, duas alterações feitas pelo técnico Eurípedes Bueno fizeram com que o Bandeirante chegasse ao empate aos 35 minutos, com um gol espetacular, de bicicleta, marcado por Alessandro Bocão.
Antes da realização do segundo jogo entre Gama e Bandeirante, no Bezerrão, no dia 29 de junho de 2000 o Gama foi suspenso pela FIFA por ter recorrido à Justiça comum para permanecer na Série A do Campeonato Brasileiro em 2000. A punição seria até setembro, quando haveria nova reunião para definir a pena que caberia ao clube. A FIFA também proibiu qualquer clube filiado à CBF de “manter relações esportivas” com o Gama. Imediatamente a Federação Metropolitana de Futebol informou a suspensão das duas partidas finais do Campeonato Brasiliense, marcadas para os dias 2 e 9 de julho de 2000. No dia seguinte o juiz Jansen Fialho de Almeida acatou ação do PTB e expediu liminar tornando ineficaz a punição da FIFA ao Gama e determinando à FMF que mantivesse os jogos finais do Campeonato Brasiliense. A FMF cumpriu a decisão e marcou as partidas. No dia 2 de julho, o Bandeirante não apareceu para o jogo contra o Gama, alegando obediência à FIFA e desconhecendo a decisão da Vara Cível de Planaltina. O Gama esperou os 30 minutos regulamentares, em campo, e passou a aguardar a confirmação da sua vitória por WO. O Bandeirante recorreu ao Tribunal de Justiça Desportiva. No dia 4 de julho os clubes brasilienses estiveram reunidos na sede da FMF para anunciar que obedeceriam às determinações da FIFA. O Gama ficou isolado. Da mesma forma que fez no dia 2 de julho, uma semana depois, 9 de julho, o Bandeirante voltou a não aparecer para enfrentar o Gama, preferindo desprezar a ordem judicial. Sua atitude agradou em cheio à CBF, que chegou a anunciar um convite ao Bandeirante para a Segunda Divisão do Campeonato Brasileiro de 2000.  Como havia entrado em campo nas duas vezes, o Gama passou a reivindicar o título de campeão. A Comissão Disciplinar do Tribunal de Justiça Desportiva (TJD) da FMF chegou a anular o primeiro WO. Com o fim da punição internacional, entretanto, o título voltaria a ser disputado em campo, graças a manobra capitaneada pelo presidente da Federação Metropolitana de Futebol, Weber Magalhães. Os finalistas concordaram em alterar o regulamento. A melhor-de-três foi reduzida a dois jogos. Nessa nova fórmula, os clubes precisariam vencer durante os 90 minutos para ficar com a taça. Se ninguém levasse a melhor no tempo normal, haveria prorrogação, com a vantagem do empate para o Gama, beneficiado por ter feito a melhor campanha em todo o campeonato. Depois de mais de um mês de paralisação, no dia 27 de julho, Gama e Bandeirante entrariam em campo para definir quem seria o campeão brasiliense de 2000. O Gama foi recebido com uma estrondosa queima de fogos para delírio dos mais de 16 mil torcedores que compareceram ao Bezerrão. Minutos depois, de mãos dadas e sob vaias, entraram os jogadores do Bandeirante. Com apoio da torcida, o Gama começou arrasador. Com menos de dez minutos de jogo já havia desperdiçado duas chances de abrir o placar. Quando o time da casa tinha o domínio da partida, veio a surpresa. Numa cobrança de falta, Evilásio, de cabeça, marcou para o Bandeirante, aos 14 minutos. A resposta do Gama veio aos 22 minutos. Romualdo não conseguiu dominar e Gerson, livre, chutou forte sem condição de defesa para o goleiro Alexandre, empatando. Com o empate, o Gama continuou buscando a vitória, desperdiçando três ótimas oportunidades. O goleiro Alexandre passou a transformar-se no nome da partida pela excelente atuação. No segundo tempo, aos 15 minutos, Kabila desempatou a partida para o Gama, com um chute de fora da área, no ângulo. A torcida do Gama começou a gritar “é campeão!”. Mas o experiente treinador Eurípedes Bueno novamente mexeu na equipe, fazendo três substituições. O Bandeirante se superou e, aos 25 minutos, em cruzamento pela esquerda, Duílio empatou o jogo em 2 x 2. As duas equipes voltaram a campo para os dois tempos de 15 minutos, válidos pela prorrogação. O resultado de empate foi mantido e, por ter melhor campanha ao longo do campeonato, o Gama garantiu o título de campeão brasiliense, o quarto consecutivo. O modesto Bandeirante, com uma folha salarial infinitamente menor que a do Gama, sentiu a ausência do atacante Alessandro Bocão, vice-artilheiro do time, com oito gols, negociado com o Vitória, da Bahia, durante a novela da paralisação do campeonato. Surpreendeu ao terminar o campeonato como vice-campeão e ainda com uma invencibilidade de 19 jogos.

#### 2001: Nono título brasiliense e quebra de tabus
A Sociedade Esportiva do Gama chegou ao seu nono título de campeão brasiliense no ano de 2001. Foi o quinto consecutivo, pois a série começou em 1997 e estendeu-se até 2001.
Apesar de superar outros nove clubes e contando com jogadores experientes como o goleiro Ronaldo, ex-Corinthians, e o zagueiro campeão mundial pela seleção brasileira em 1994, Márcio Santos, a campanha do Gama não foi das melhores. Depois de dois turnos, garantiu a quarta e última vaga para a fase decisiva na última rodada do 2º turno. Jogando em casa, foi derrotado pelo Brazlândia, mas contou com a sorte quando o Bandeirante também venceu o Sobradinho que, caso fosse o vencedor, tomaria a quarta vaga do Gama. Seu índice de aproveitamento foi de 59,1% (pior do que o Brazlândia com 75,0% e o Brasiliense Futebol Clube com 65,2%). Nos 22 jogos que disputou, venceu doze, empatou três e perdeu sete. Marcou 34 gols e sofreu quinze, terminando com saldo de 15 gols. Quarto colocado no geral, nas semifinais o Gama enfrentou o primeiro colocado no geral, o surpreendente Brazlândia. Na outra semifinal, Bandeirante e Brasiliense Futebol Clube. Venceu o primeiro jogo por 2 x 0 e perdeu o segundo por 1 x 0, qualificando-se para fazer a final contra o Brasiliense Futebol Clube. Na final, duas vitórias sobre o Brasiliense deram o título de campeão ao Gama. Em sua campanha para o título, o Gama utilizou o absurdo número de 39 jogadores. Os que mais atuaram foram Nen e Rodriguinho, ambos com 21 jogos, seguido por Deda, com 20. Rodrigão foi o artilheiro da equipe no campeonato, marcando nove gols, seguido por Rodriguinho, com seis.
Com o declínio enfrentado pelo Brasília Futebol Clube nos anos 2000, Brasiliense Futebol Clube x Gama, a partir de 2001, passou a ser o maior clássico do futebol brasiliense. A primeira vez que Brasiliense Futebol Clube e Gama se enfrentaram foi em 18 de fevereiro de 2001, no antigo Mané Garrincha. Campeão da Segunda Divisão de 2000 (ano em que foi fundado), o Brasiliense Futebol Clube fazia seu segundo jogo na Primeira Divisão e surpreendeu o Gama, então tetracampeão brasiliense, derrotando-o por 3 x 1. O Brasiliense Futebol Clube recuperou-se da estreia decepcionante na Primeira Divisão do Campeonato Brasiliense (derrota de 1 x 0 para o Bandeirante) e teve uma vitória tranquila pelo volume de jogo apresentado. Por outro lado, o jogo foi tumultuado dentro e fora de campo - quatro expulsões e nove cartões amarelos, além de guerra de latinhas das torcidas na geral, separadas por apenas seis policiais militares. Apático, o Gama foi dominado a partir dos 15 minutos. Dentro de campo perderam a cabeça, chegando a jogar com três jogadores a menos depois das expulsões de Maninho, aos 43 minutos do 1º tempo, Rodriguinho, aos 27, e Zé Carlos, aos 29 do 2º. Do outro lado, Sidnei levou o cartão vermelho aos 32 do segundo tempo. O zagueiro Alan abriu o placar aos 31 minutos do primeiro tempo, de cabeça, ao aproveitar cruzamento por trás da zaga do Gama. O rápido atacante Weldon, melhor em campo, aos 45 segundos, e o meia Rodrigo Jaú, aos 19 minutos do segundo tempo, cabeceando cruzamento de Ciro, lançado em posição duvidosa, ampliaram. O Gama marcou através de uma cobrança de falta do atacante Carlos Alberto, aos 24 minutos do 2º tempo, contando com a colaboração do goleiro Nei. Além de sofrer sua primeira derrota por mais de um gol de diferença no Campeonato Brasiliense depois de 77 rodadas - a última tinha sido em 8 de junho de 1997 - Guará 2 x 0 Gama - o Gama foi destronado do topo da competição pela primeira vez desde o segundo turno de 1998.
No dia 30 de setembro de 2001 o Gama conseguiu derrubar dois tabus: o de ainda não ter vencido no Maracanã, onde estivera em duas outras ocasiões, contra Botafogo e Fluminense, e de jamais ter vencido o Flamengo em partidas oficiais (cinco derrotas e um empate). Desta vez, a história foi diferente. Conforme palavras do treinador do Gama, Cláudio Duarte, o Gama respeitou, porém não temeu o Flamengo. Cláudio Duarte surpreendeu o Flamengo ao armar um esquema ofensivo, apesar da atuação discreta de Anderson, Romualdo e Reinaldo. Por outro lado, neutralizou com marcação eficiente as ações de Vampeta, Edilson e Petkovic, pedindo aos jogadores que exercessem marcação individual nos principais jogadores do Flamengo. Dentro de campo o destaque foi o armador canhoto do Gama, Luiz Fernando. De pé esquerdo, ele marcou um dos mais belos gols deste campeonato. Aos 16 minutos do primeiro tempo, Luiz Fernando arriscou da intermediária. O goleiro Júlio César tentou, mas perdeu a passada. Antes de entrar no ângulo esquerdo, a bola ainda bateu na trave. No segundo tempo, quando o Gama buscava o segundo gol, Vampeta, num chute forte, de longe, empatou aos 22 minutos, com enorme colaboração do experiente goleiro Ronaldo. No entanto, logo depois Luiz Fernando iniciou a jogada que deu a vitória ao Gama e calou os quase 20 mil torcedores rubro-negros presentes. Anderson recebeu livre, na frente do goleiro do Flamengo, mas chutou mal. A bola ia para fora, mas bateu no zagueiro Anderson Luís e sobrou para o atacante Mauro, que entrara no lugar de Romualdo, empurrar para as redes. A derrota revoltou a torcida do Flamengo. Gritos de olé a cada jogada do Gama e vaias para o volante Vampeta.
No dia 7 de novembro de 2001, no Estádio Mané Garrincha, em Brasília, o Gama aplicou a maior goleada de sua história na Primeira Divisão do Campeonato Brasileiro. Derrotou o Guarani, de Campinas (SP), por 5 x 0. Além disso, se afastou da zona de rebaixamento. Com a histórica goleada, subiu uma posição na tabela, da 23ª para a 22ª. Curiosamente, todos os cinco gols saíram de jogadas pela direita e foram marcados por atletas que já vestiram a camisa do Guarani: Romualdo (2000), Lindomar (2001) e Mauro (1999/2000), artilheiro da tarde com três gols. Os outros destaques da partida foram o lateral-direito Wilson Goiano, que participou de três gols, e o atacante Anderson, com participação em dois. O passeio do Gama na etapa inicial foi de deixar o Guarani tonto. Em média, o Gama fez um gol a cada cinco minutos. O primeiro da série saiu aos seis. Wilson Goiano cobrou falta pela direita e Romualdo desviou de cabeça. O Guarani nem tinha se recuperado direito quando tomou o segundo, três minutos depois. Wilson Goiano cobrou escanteio, pela direita, e foi a vez de Mauro usar a cabeça para completar. Para azar dos visitantes, os donos da casa queriam mais. E a goleada começou a tomar forma aos 18 minutos. Anderson avançou pela direita, foi à linha de fundo e deu passe para Romualdo. O atacante fez o corta-luz e Lindomar finalizou. Três minutos depois, Wilson Goiano recebeu um lançamento na medida de Anderson e cruzou para Mauro, que só teve o trabalho de empurrar a bola para as redes. Aos 31 minutos, o Gama chegou ao seu quinto gol, com Mauro completando um cruzamento de Romualdo. No segundo tempo, o Gama colocou o pé no freio. Fez apenas duas tentativas de gol, contra seis do Guarani, sem muito perigo.

#### 2002: Desbanca o atual campeão brasileiro
O adversário, o então campeão brasileiro, o Atlético Paranaense tinha 100% de aproveitamento na Arena da Baixada no Campeonato Brasileiro. Foram quatro vitórias e apenas um gol sofrido: 4 x 0 Bahia, 2 x 1 Vasco da Gama, 1 x 0 Palmeiras e 2 x 0 Botafogo. O Gama vinha de uma goleada de 4 x 0 para o São Caetano e estava cinco jogos sem vencer (três derrotas e dois empates), além de ocupar o perigoso 18º lugar, correndo até o risco de cair para a zona de rebaixamento (vinte e seis equipes disputaram a competição de 2002). Estreava o técnico Giba, substituindo Hélio dos Anjos, que deixou o clube horas antes. Giba só teve tempo de realizar apenas um treino tático antes do jogo. Para completar o rol de dificuldades, o Gama tinha três desfalques na defesa: Paulo Henrique (contundido) e os zagueiros Vinícius e Jairo, que cumpririam suspensão. Surpreendentemente, o Gama partiu para cima do Atlético Paranaense. Logo aos sete minutos, em jogada do lateral-direito Valdir, Jackson tocou para Dimba, que cortou um adversário antes de abrir o placar. Depois disso, o Atlético Paranaense desperdiçou cinco chances. Como diz o velho ditado no futebol “quem não faz, leva!”, o Gama voltou a marcar aos 27 minutos. Em cobrança de falta de Rafael, o zagueiro Gerson conseguiu desviar para as redes. Atordoado, o Atlético Paranaense ainda acertou uma bola na trave aos 35. No segundo tempo, o Gama recuou, mas suportou bem a pressão adversária. O artilheiro do Campeonato Brasileiro, Kleber, conseguiu fazer seu décimo gol aos 24 minutos. Porém, aos 31, Dimba consolidou a vitória do Gama, ao aproveitar cruzamento de Valdir. Foi o oitavo gol do atacante, que se isolou como terceiro goleador da competição.

#### 2003: Copa do Brasil e eliminação do Bangu
Enfrentou na primeira fase o Bangu, do Rio de Janeiro. O Gama abriu o placar logo aos três minutos. O bom futebol do Gama, porém, só durou pouco mais de dez minutos e os donos da casa melhoraram de rendimento. Aos 16 minutos aconteceu o empate do Bangu. O segundo tempo foi dominado pela equipe carioca, que somente aos 22 minutos marcou o gol da vitória. No jogo de volta, com dois gols do zagueiro Nen, em cruzamentos do atacante Luciano Fonseca, o Gama despachou o Bangu e classificou-se para a Segunda Fase.
Na reabertura do estádio Mané Garrincha, o Gama arrancou um empate com o São Paulo, depois de estar perdendo por 2 x 0. O São Paulo parecia atuar em casa, tamanha era a torcida tricolor no Mané Garrincha. O Gama começou melhor. Apesar da pressão e do maior volume de jogo do Gama, o São Paulo conseguiu retomar o domínio das ações nos minutos finais do 1º tempo, tendo marcado seu primeiro gol aos 45 minutos. O Gama voltou do intervalo melhor e logo aos seis minutos perdeu a chance de empatar, numa cabeçada de Goeber. Aos 16 minutos veio o segundo gol do São Paulo. Mas, aos 20, começou a reação brasiliense. Depois de lance individual de Rodriguinho, Gustavo Nery desviou o cruzamento de “peixinho”, contra as próprias redes. O Gama aumentou a pressão e aos 38, Leonardo Manzi empatou, definindo o placar em 2 x 2.
No segundo jogo contra o São Paulo, desta vez no Morumbi, o Gama marcou primeiro, aos 22 minutos do 1º tempo, com mais um gol do zagueiro Nen. Depois disso, as chances se sucederam para o São Paulo, que não conseguiu marcar no 1º tempo. No 2º tempo, o São Paulo voltou a pressionar mais ainda e conseguiu o gol de empate logo aos 10 minutos. Esse gol desestruturou o Gama, que se perdeu em campo e deixou o adversário tomar conta da partida e do placar, chegando aos 5 x 1.

#### 2004: Gama desbanca Botafogo na Copa do Brasil
Em partida com oito gols e cheia de alternâncias no placar, Gama e Botafogo empataram no dia 24 de março de 2004, no primeiro confronto da segunda fase da Copa do Brasil, no Bezerrão. As emoções na partida não ficaram restritas às quatro linhas. Até pouco mais de duas horas antes do confronto havia a ameaça de a bola não rolar por conta de uma guerra de liminares na Justiça comum. O público de pouco mais de três mil pessoas viu o Gama jogar melhor na maior parte do primeiro tempo, mas sofrer três gols por falha de marcação. O Botafogo abriu o placar logo na sua primeira investida, aos dois minutos, com Fernando. Os donos da casa não se abalaram e viraram o jogo. O empate foi aos sete, num chute cruzado de Rodriguinho, e a virada, aos 15, numa cabeçada do zagueiro Emerson. A alegria dos torcedores gamenses durou pouco. O Botafogo chegou ao empate aos 22, gol de Camacho. A jovem equipe candanga sentiu o golpe e acabou surpreendida aos 45, quando Alex Alves colocou o alvinegro à frente novamente. No segundo tempo, com maior domínio do time carioca, o alviverde empatou aos 14 minutos, num golaço de Goeber, que emendou chute de primeira da meia-lua. Logo em seguida, aos 16, Wesley carimbou a trave. O campeão candango, porém, sofreu novo revés aos 18, com gol de Alex Alves. Aos 24, Camacho poderia ter ampliado, mas acertou o travessão. Victor deu números finais à partida ao igualar novamente o marcador, aos 33. Antes, aos 30, Michel Platini também bateu na trave.
Em pleno Maracanã, a equipe alviverde venceu, pela primeira vez em sete confrontos oficiais, o Botafogo por 3 x 2, de virada. O Gama comemorou a inédita classificação às oitavas-de-final em dez participações na Copa do Brasil. A classificação teve direito a gol botafoguense anulado em rebote de pênalti, aos 37 minutos do segundo tempo. O atacante Alex Alves, artilheiro da Copa do Brasil, perdeu o nono gol na competição ao acertar o travessão. O lateral Ruy aproveitou a sobra no que daria a vaga ao alvinegro carioca, pois o duelo de ida acabou em 4 x 4 no Bezerrão. No entanto, Alex Alves acertou a bola antes, em lance ilegal: dois toques. O árbitro chegou a confirmar o gol, mas recuou com as reclamações dos jogadores do Gama. Com todos os jogadores debutando no Maracanã, o Gama sofreu um gol bem cedo. Logo aos 9 minutos, Alex Alves marcou de cabeça. No minuto seguinte, no entanto, veio o empate-relâmpago: Victor, aproveitando rebote do goleiro Jefferson. Aos 17, a virada, com o zagueiro-volante Thiago em cobrança de falta. Aos 36, o Gama ampliou, novamente através de Victor. No segundo tempo, o Botafogo partiu para o abafa. Aos 9 minutos, aproveitando furada do lateral Bobby, Alex Alves diminuiu para o Botafogo. O Gama, então, se encolheu. O meia Camacho ameaçou o empate com chutes aos 16, 19 e 31 minutos. Aos 34, o já citado lance do pênalti perdido por Alex Alves. Três minutos depois, o próprio Alex Alves mandou a vaga para o travessão. Sem mais nenhum lance emocionante até o apito final do árbitro, o Gama pôde comemorar a histórica classificação.

#### 2005: Gama no Brasileirão Série B
O Campeonato Brasileiro da Série B de 2005 teve a participação de 22 equipes. O Gama foi o representante do futebol do Distrito Federal. Na Primeira Fase, os clubes jogaram entre si, em turno único. Os oito mais bem colocados classificavam-se para a outra fase. O Gama não conseguiu passar de fase, ao obter a 13ª colocação no geral.

#### 2006: Vice-campeonato brasiliense
Na primeira fase do Campeonato Brasiliense da Primeira Divisão de 2006, os dez times participantes, divididos em duas chaves, jogaram em ida e volta dentro dos grupos. Os três piores no geral foram rebaixados para a segunda divisão de 2007. Os dois melhores de cada chave disputaram o quadrangular final, também em ida e volta, para definir o campeão. Brasiliense e Gama fizeram parte do Grupo A. O Brasiliense terminou em primeiro lugar, com 22 pontos ganhos, sem derrota nos oito jogos que disputou (sete vitórias e um empate). Já o Gama, ficou na segunda colocação, com 17 pontos ganhos (cinco vitórias, dois empates e uma derrota). A única derrota aconteceu justamente contra o Gama, na primeira rodada (15 de janeiro), no Serejão, por 2 x 1. Nos outros confrontos válidos pelo Campeonato Brasiliense de 2006, um empate em 1 x 1 (no dia 8 de fevereiro, no Mané Garrincha) e mais uma vitória do Brasiliense (5 de março, no Serejão: 2 x 0). Após esses resultados, continuava a igualdade na história dos confrontos, com oito vitórias para cada lado, em 22 jogos. Brasiliense e Gama chegaram à última rodada da Fase Final como os únicos com chances de conquistar o título. O Brasiliense tinha 12 pontos ganhos e o Gama, dez (os outros dois, Luziânia e Ceilândia, não tinham mais chances). O jogo que decidiu o campeonato de 2006 foi muito disputado. Não teve gol, é verdade, mas não foi por falta de oportunidade. A rigor, o Gama teve mais a posse de bola. As melhores oportunidades, entretanto, foram do Brasiliense. No primeiro tempo, o Gama só teve chances reais com Bruno Soares e Juninho Goiano. O Brasiliense respondeu com dois chutes na trave, ambos com Iranildo. Na etapa final, os dois times finalizaram pouco. A falta de sorte voltou a atrapalhar o Brasiliense aos 24 minutos. Wellington Dias, em bonita jogada, também acertou a trave. A melhor oportunidade do Gama surgiu aos 33, numa jogada de Victor pela esquerda, mas, com o gol aberto, ele mandou sobre o travessão. Embora o Gama estivesse em desvantagem na decisão, a torcida do clube apareceu em maior número entre os 3.990 pagantes, além de ser mais animada. Com esse resultado, o Brasiliense conquistou o tricampeonato brasiliense (2004 a 2006).

#### 2007: Gama desbanca o Vasco na Copa do Brasil
O grande destaque em sua campanha foi a desclassificação do Vasco da Gama, do Rio de Janeiro. A estreia do Gama aconteceu no dia 14 de fevereiro de 2007, no pequeno estádio Gauchão, na cidade de Araguaína (TO), que estava completamente lotado. O Gama venceu o Araguaína por 3 x 1 e ficou com a vaga do Grupo 22, eliminando o jogo de volta.
No dia 21 de março de 2007, o Gama recebeu o Vasco da Gama no Estádio Mané Garrincha (o Bezerrão estava sendo reconstruído). Mesmo com um homem a menos (Ciro foi expulso), o Gama conseguiu abrir 2 x 0 de vantagem sobre o Vasco da Gama. Durante os primeiros 45 minutos, o Gama alternou bons e maus momentos. Por sua vez, o Vasco da Gama estava hesitante na marcação e pouco inspirado.
No dia 4 de abril de 2007, o Gama conseguiu o que parecia impossível: foi ao Maracanã e venceu o Vasco da Gama por 2 x 1. O jogo teve grande repercussão, pois Romário poderia marcar o seu milésimo gol naquele dia. Para a frustração dos 35 mil vascaínos presentes ao estádio, a festa foi alviverde. Quem esperava o Vasco da Gama ir para cima do Gama se enganou. Logo no primeiro minuto de jogo, Rodrigo Ninja arriscou de fora da área, da intermediária, e o goleiro Cássio engoliu um tremendo frango: Gama 1 x 0. Aos 15 minutos, Rubens Júnior cobrou falta da esquerda no meio da área, Renato acertou uma bela cabeçada no canto direito de Juninho, empatando o jogo. Veio o 2º tempo e a partida permaneceu sem lances de emoção durante um bom tempo. Quando parecia que o jogo terminaria empatado em 1 x 1, resultado que classificaria o Vasco da Gama, Dendel sofreu falta na entrada da área, aos 48 minutos. Marcelo Uberaba cobrou com força no ângulo superior direito do goleiro Cássio marcando o gol da vitória do Gama
No dia 18 de abril de 2007, em pleno Estádio Mané Garrincha, o Gama viveu um pesadelo: foi goleado por 4 x 1 pelo Figueirense e praticamente sem chances de buscar um resultado que lhe desse a classificação para a fase seguinte da Copa do Brasil. Passou a precisar de uma vitória por três gols de diferença no jogo de volta. O Figueirense abriu o placar aos 8 minutos, com Ruy, mas levou o empate do Gama aos 16, com Neto Potiguar. Já na etapa final, Edson, aos 15, e André Santos, aos 27, abriram boa vantagem. O estreante Nunes descontou para os donos da casa, aos 23, e encheu de esperança os torcedores alviverdes. No entanto, André Santos voltou a deixar sua marca, aos 34, e definiu o placar final da vitória do Figueirense.
O jogo de volta, no estádio Orlando Scarpelli, em Florianópolis (SC), no dia 25 de abril de 2007, começou equilibrado e o Gama não se intimidou, jogou de igual para igual a todo instante. Aos 20 minutos do 1º tempo, o lateral Edson, do Figueirense, cometeu pênalti sobre Valdeir. Valdeir cobrou e o goleiro Wilson defendeu, mas o árbitro Djalma Beltrami mandou voltar o lance. Novamente Valdeir partiu para a cobrança e desta vez marcou: Gama 1 x 0. Após a cobrança do pênalti, o árbitro expulsou dois jogadores, o meia André Santos, do Figueirense, e o atacante Nunes, do Gama. Veio o 2º tempo e logo aos 2 minutos, Ruy recebeu a bola e marcou o gol de empate para o Figueirense: 1 x 1. Aos 28 minutos, o zagueiro Felipe Santana marcou o gol da virada do Figueirense. Final de jogo, Figueirense 2 x 1 Gama. Com esse resultado o Gama deu adeus a competição.

#### 2008: Rebaixamento para a Série C
Em 2008 foi rebaixado para a terceira divisão do campeonato brasileiro pela segunda vez em cinco anos.

### Década de 2010: Fim de jejum de títulos

#### 2010: Rebaixamento para a Série D
Em 2010, o time além de fazer uma má campanha no Campeonato Candango, já na Terceira Divisão, não fez uma boa campanha e não conseguiu evitar seu rebaixamento para quarta divisão perdendo seu último jogo para o Macaé por 2 a 1. O Gama foi rebaixado sem nenhuma vitória na competição, a campanha só não chegou a ser pior que a do São Raimundo do Pará que era até então o atual campeão da Série D.

#### 2011: Volta à final do Campeonato Brasiliense
Gama e Bosque Formosa foram os representantes do futebol do DF no Campeonato Brasileiro da Série D de 2011. O Gama, por ter sido rebaixado no Campeonato Brasileiro da Série C de 2010, ao chegar na 19ª e penúltima colocação, e o Bosque Formosa como terceiro colocado do Campeonato Brasiliense de 2011, atrás do Gama e do Brasiliense Futebol Clube (com vaga na Série C). Pela primeira vez na competição cinco clubes compuseram os grupos: nas duas edições anteriores, os grupos foram integrados por quatro equipes. Também pela primeira vez os clubes do DF tentaram a classificação para a Segunda Fase em grupos diferentes: o Gama no A-5, juntamente com Anapolina, de Anápolis, e Itumbiara, ambos de Goiás, Tocantinópolis, de Tocantins, e o Tupi, de Juiz de Fora (MG). Fizeram companhia ao Bosque Formosa no grupo A-6 o São Mateus, do Espírito Santo, Audax, do Rio de Janeiro (ex-Sendas), Villa Nova, de Nova Lima (MG) e o Volta Redonda, do Rio de Janeiro. Gama e Bosque Formosa não conseguiram classificação para a Segunda Fase. As campanhas das duas equipes foram tão parecidas que ambas chegaram na quarta colocação em seus grupos, com duas vitórias, três empates e três derrotas.

#### 2012: Gama na Copa do Brasil
A edição de 2012 foi a última vez que a Copa do Brasil contou com 64 participantes. As equipes que representaram o Brasil na Taça Libertadores da América (Corinthians, Flamengo, Fluminense, Internacional, Santos e Vasco da Gama) ficaram de fora neste ano. Nunca os clubes do DF foram eliminados de forma tão rápida. Gama e Brasiliense Futebol Clube não passaram da primeira fase. O Gama foi eliminado pelo Ceará e o Brasiliense Futebol Clube pelo Guarani, de Campinas (SP). Depois de cinco anos, em 2012 o Gama voltou a disputar a Copa do Brasil. E a torcida compareceu em bom número para apoiar a equipe, enchendo o Bezerrão. O Ceará começou o jogo na defesa, apostando nas saídas rápidas pelas laterais. O Gama buscava mais o jogo, mas esbarrava na defesa cearense. O placar de 0 x 0 não foi alterado. Veio o segundo tempo e o Gama continuava sem ameaçar a meta cearense. Disso se aproveitou o Ceará para, em duas jogadas, definir o jogo, com os gols marcados num intervalo de dois minutos.

#### 2014: Excursão no exterior
No dia 5 de outubro de 2014, enquanto a população acordava para eleger seus novos representantes políticos, um grupo jovem de jogadores gamenses se preparavam para embarcar para a Holanda e participar dos primeiros jogos da Sociedade Esportiva do Gama fora do país.
A turnê foi organizada pelo empresário Márcio Granada, o mesmo que trouxe a Seleção da Etiópia para jogar contra o Gama. Dentre os jovens, muitos desconhecidos da torcida, mas alguns com grande identidade com a cidade como o caso dos goleiros Pedro Oliveira e Pereira, como também Thomas Wesley, que apesar de ser morador do Gama, nunca tinha vestido a camisa alviverde, mas com passagens por times do interior de São Paulo, Minas Gerais e do exterior.
Enquanto o elenco do Gama fazia o check-in, outros passageiros olhavam a movimentação e alguns mais curiosos perguntavam qual seria o paradeiro da equipe. Dentre eles o radialista baiano João Andrade, que havia transmitido a partida entre Fluminense 1 x 1 Bahia realizada no sábado anterior. João Andrade externou sua vontade de ver o Gama voltar a ser destaque nacional e ressaltou que os gamenses foram um dos poucos clubes do Brasil que tiveram coragem de ir de encontro a CBF e o Clube dos 13.
O embarque começou logo pela manhã, de Brasília rumo ao Rio de Janeiro, para logo mais a tarde partirem com destino à Bruxelas, na Bélgica. Na segunda-feira do dia seguinte, os jogadores almoçaram no Hotel Tristar, quatro estrelas onde ficaram hospedados na cidade de La Louvière, e ganharam folga na parte da tarde. O jantar foi às as 20h (15h de Brasília).
O técnico Gilson Granzotto manteve a mesma base da equipe que atuou nos amistosos realizados em Brasília diante do Formosa e UPIS. O primeiro treino foi voltado para marcação, uma vez que, os gramados na Europa são mais baixos fazendo com a bola corra mais. Outro fator que a comissão técnica se preocupou foi  com a preparação física dos atletas, o tempo de aclimatação dos  jogadores é mais demorado devido a baixa temperatura.
Mas no primeiro jogo o Gama se deu bem, venceu o Chalorier da 1ª Divisão da League Jupiler da Bélgica, por 5 a 1, no dia 8 de outubro. Aproveitou o bom toque de bola para envolver os belgas logo no começo da partida e soube fazer valer os espaços dados pelo adversário para concluir à meta marcando 4 gols logo. No primeiro tempo com Tomaz (2) e Adriano (2). Na etapa complementar o time da cidade de Charleroi diminuiu o placar, mas a equipe gamense cadenciou o jogo e deu números finais à partida com mais um gol, dessa vez com Ericles (1).
No dia 9 de outubro, a Sociedade Esportiva do Gama enfrentou o Maastricht, da segunda divisão Holandesa, na tarde desta quinta-feira (9) às 14h30 (09h30 horário de Brasília) no Estádio Geusselt, após menos de 24h do jogo diante do Charleroi. A delegação enfrentou 115 km logo pela manhã até à cidade Maastricht, local do confronto. O jogo foi bastante pegado entre as duas equipes, porém o jogadores holandeses, acostumados com esse estilo de jogo e com três zagueiros, aproveitaram dois belos cruzamentos executados pelo Jordy Croux na cabeça de Ronald Hikspoors e Sven Braken do MVV para fazer os gols da partida em cada tempo, 23min do 1º tempo e aos 15º do 2º. O Gama acertou uma bola na trave, teve um gol anulado e ainda contou com a falta de sorte na jogada do atacante Daniel, onde quase diminuiu o marcador para o Gama, mas a partida infelizmente terminou em 2 x 0 para o time holandês.
Na tarde do dia 14 de outubro enfrentou o SBV Excelsior no terceiro amistoso da excursão pela Europa. E deu tudo certo para a equipe alviverde que venceu o rubro-negro holandês pelo placar de 1x0 em pleno estádio Woudestein. O Gama fez um jogo seguro, com compactação e entrosamento dentro de campo. O time holandês estava completo, mas mesmo assim foi envolvido pela boa técnica brasileira dos jogadores gamense. Após falta sofrida na entrada da área, o meia Bruno cobrou entre a barreira e balançou a rede aos 34min do primeiro tempo para o Gama. No segundo tempo houve várias substituições para os dois lados, mas o placar permaneceu o mesmo. O atacante Bruno Paiva foi o autor do gol solitário que garantiu ao alviverde o segundo triunfo em terras europeias. O jogador marcou depois de cobrança perfeita de falta ainda no primeiro tempo.
No dia 16, o time enfrentou o NAC Breda em seu complexo esportivo e empatou por 1x1. O jogo mais uma vez foi ao típico estilo europeu, com bastante pegada e muito disputado para ambos os lados principalmente na primeira etapa. Na segunda etapa o Gama voltou melhor, impondo seu ritmo de jogo, mas mesmo desperdiçando grandes oportunidades foi o verdão quem abriu o placar com o gol de falta de Hericles aos 34 minutos. A partir daí o Gama jogou com autoridade, mas infelizmente aos 48 minutos em um lance de sorte, o time holandês empatou a partida.
No dia 21 a equipe realizou seu último amistoso em sua excursão à Europa, a equipe enfrentou o UR La Louvière da Bélgica, e ganhou por 1x0. O jogo foi bastante movimento e o Gama começou a partida bem fechada com saída veloz nos contra-ataques e foi numa roubada de bola que o atacante Daniel fez o gol do jogo. No segundo tempo o técnico Gilson Granzotto soltou o time indo para cima da equipe belga que segurou o resultado até o final. O goleiro Pedro ainda pegou uma cobrança de pênalti e acabou evitando o empate.
Às 23h17 do dia 23, parte da delegação que participou dos 5 jogos no exterior (vencendo 3, empatando 1 e perdendo a outra) desembarcou no Aeroporto de Brasília. O clima dos jogadores que atuam na cidade foi dos melhores, pois todos eles relataram que a experiência foi marcante em suas carreiras, dentre eles os goleiros Pedro Alves e Pereira e atacantes Léo e Thomaz Wésley.
O segundo voo chegou às 23h47 e trouxe o presidente Tonhão e mais dois jogadores. Havia a expectativa que alguns torcedores fossem aguardar a chegada da delegação, porém, somente os familiares foram até o Aeroporto de Brasília.
Um fato que gerou perplexidade entre os torcedores foi a equipe participar de 4 jogos e no quinto passar a se chamar de Seleção de Brasília, uma vez que a Federação Brasiliense não colaborou em nada em projetar o futebol local e não ter enviado pelo menos um representante com a delegação.

#### 2015: Décimo primeiro campeonato brasiliense
Em 2015, em uma campanha dolorosa e com apoio de sua apaixonada torcida, o Gama volta a ser campeão distrital depois de 12 anos. O alviverde do Centro-Oeste derrotou o Brasília Futebol Clube na final, nas duas partidas, com placares de 1-0 e 3-0, fora que, o Gama voltou a ter um calendário no futebol nacional após 3 anos, já que conseguiu classificação a Série D do Campeonato Brasileiro 2015 e Copa do Brasil de 2016. Na Série D de 2015, a equipe foi o único representante do Distrito Federal na competição, fazendo uma campanha de 3 vitórias em 8 jogos, terminando na terceira posição e eliminado na primeira fase.
O Gama foi o representante do futebol brasiliense na Série D do Campeonato Brasileiro de 2015 e fez parte do Grupo A-6, juntamente com o Botafogo, de Ribeirão Preto, CRAC, de Catalão, Duque de Caxias e Villa Nova, de Nova Lima. Depois de quatro anos, o alviverde candango voltava a disputar um torneio nacional. O Gama foi eliminado ainda na Primeira Fase. No fim das contas, a desastrosa derrota dentro do estádio Bezerrão para o lanterna do grupo, o Villa Nova-MG, na 6ª rodada, acabou fazendo toda a diferença. Caso tivesse feito seu papel e vencido o jogo em casa, o Gama teria encerrado a primeira fase como segundo colocado do grupo, com 16 pontos, apenas dois atrás do líder Crac-GO.

#### 2016: Final da Copa Verde
Em 2016 o Gama foi qualificado para participar da Copa Verde, pela primeira vez. Iniciou sua participação enfrentando, no dia 9 de março de 2016, na cidade de Porto Nacional, empatando com o Interporto em 1 a 1, Formiga marcou o gol do Gama. No jogo de volta, no Bezerrão, no dia 16 de março de 2016, o Gama não teve dificuldades para superar o Interporto, vencendo-o por 3 x 0, com dois gols de Rafael Grampola e um de Fábio Gama. Seu próximo adversário foi o Vila Nova goiano, que havia eliminado o outro representante do futebol do DF, o Brasília Futebol Clube. As partidas, realizadas em 24 de março, em Goiânia, e em 7 de abril, no Gama, terminaram empatadas em 0 x 0, obrigando os clubes a decidirem a vaga nas semifinais na cobrança de pênaltis, quando o Gama venceu por 4 x 3. Entre os cobradores do Gama, somente o zagueiro Pedrão desperdiçou.  O adversário do Gama nas semifinais foi o Aparecidense. O primeiro jogo aconteceu em 20 de abril de 2016, no Serra Dourada. O Gama venceu por 3 x 1, com gols de Rafael Grampola, cobrando pênalti, Dudu Gago e Erik. Podendo perder por um gol de diferença no jogo de volta, disputado no Bezerrão, em 23 de abril de 2016, o Gama entrou em campo bastante relaxado e acabou derrotado pelo marcador de 2 x 1. Rafael Grampola marcou o único gol do Gama. Esse resultado garantiu o Gama na final da competição. Na grande final, não pode superar o Paysandu, ficando com o vice-campeonato.
Na Copa do Brasil, a equipe gamense conseguiu a classificação na primeira fase da competição contra o América de Natal, ganhando o primeiro jogo em casa por 1x0 e perdendo por 3x2 em Natal, conseguindo a classificação graças ao gol fora de casa. Na segunda fase, enfrentou novamente um clube potiguar, dessa vez o ABC, empatando os dois jogos por 1x1, ganhando nos pênaltis por 4x1. Na terceira fase da competição, encarou o poderoso Santos, se impondo em casa sem grandes sustos, empatando sem gols. Na partida de volta, na Vila Belmiro, na cidade de Santos, acabou eliminado, caindo por um placar de 3x0. O clube terminou na 26ª posição geral da competição.

#### 2019: Sócio Torcedor, marca própria e décimo segundo campeonato brasiliense
Em 2019, em uma campanha histórica, a Sociedade Esportiva do Gama foi o único campeão estadual invicto do país. Nesse mesmo ano, o clube apresentou duas novidades à sua torcida, o programa de sócio torcedores, batizado de Sócio Gamão em parceria com a empresa Data Click e sua marca própria de uniformes, batizada de SEG75 por meio da escolha de seus torcedores. 
Uma tendência adotada em diversos clubes brasileiros nos últimos anos chegou ao Gama em 2019. No dia 15 de novembro, em evento de comemoração dos 43 anos de história do clube, o alviverde lançou sua própria marca de uniformes. O projeto É realizado em parceria com a empresa goiana Tommer, que será a responsável pelo desenvolvimento dos uniformes de jogo e de outros artigos licenciados. O nome da linha será definido pelos torcedores em enquete nos próximos dias. Ao lançar sua própria grife, o alviverde tenta alcançar o mesmo objetivo de outras agremiações: fidelização da torcida no projeto. Com os torcedores abraçando a ideia, consequentemente o clube passará a vender mais uniformes, aumentando assim o seu faturamento, já que não existe uma empresa de confecção intermediária no processo. Em alguns casos, o lucro das equipes com venda de camisas chegou a ser multiplicado em até 10 vezes. Os benefícios de comandar a produção das camisas já é visto com bons olhos pelos lados do Ninho do Periquito. “Na criação da peça, nos preocupamos com a parte estética, conforto, durabilidade, e, principalmente, o valor final. Realizamos um levantamento para que o projeto fosse melhor adequado ao clube e ao torcedor. Acredito que a chance do sucesso para a Tommer e para o Gama será muito boa, pois estamos no caminho certo”, avaliou Rodrigo Toledo, presidente da empresa goiana. A vantagem de controlar a distribuição e venda dos modelos também é um ponto a favor. Com o poder de definir as estratégias, é possível fortalecer as lojas oficiais das equipes, sejam elas com comercialização física ou pela internet. Segundo Toledo em entrevista ao site oficial do Gama, o clube e a empresa já desenvolveram uma linha com mais de 15 produtos licenciados do alviverde, totalizando mais de 45 itens diferentes.

### Década de 2020

#### 2020: Décimo terceiro campeonato brasiliense, Série D e crise econômica
No ano de 2020, o Gama apresentou uma excelente campanha no Campeonato Candango, apesar de estar enfrentando a pior crise econômica de sua história. Com goleadas na primeira fase do Campeonato Brasiliense, o alviverde da capital federal terminou a primeira fase invicto, com o melhor ataque e segunda melhor defesa, além de liderar a competição. Nas quartas de finais, encarou o Sobradinho, goleando fora de casa por 5x0 e ganhando por 2x1 em casa. Na semifinal, o Gamão do Povão ganhou os jogos de ida e volta em cima do Formosa por dois placares iguais de 3x1. Na final histórica ante o Brasiliense Futebol Clube, a equipe tomou um susto no jogo de ida, perdendo por 3x1 no estádio Mané Garrincha, acabando com a invencibilidade que perdurava desde 2019. No jogo de volta da final, o Gama se impôs em casa e reverteu o placar por 2x0, encaminhando a partida para os pênaltis, convertendo os 4 chutes e se sagrando bicampeão do Distrito Federal. Com a conquista, a equipe já garantiu o calendário cheio na temporada de 2021 com participações na Copa do Brasil, Campeonato Brasileiro Série D e Copa Verde.
O ano de 2020 também trouxe tristeza para a torcida e a cidade do Gama, o Torcedor Símbolo do clube, José dos Santos Cavalcanti, mais conhecido como Palhaço Pirulito, morreu aos 54 anos vítima de um AVC.
A equipe do Gama fez uma excelente primeira fase do Campeonato Brasileiro Série D de 2020, mas esbarrou na crise econômica agravada pela pandemia da covid-19 na briga pelo acesso da terceira divisão nacional. No dia 25 de novembro, a equipe perdeu seu principal patrocinador, a GoalManage. Vários jogadores também saíram da equipe pela falta de pagamento, incluindo jogadores importantes da equipe, como o goleiro Rodrigo Calaça, o meia Andrei Alba o atacante Nunes e o zagueiro Emerson. Os torcedores da cidade fizeram uma campanha para arrecadar dinheiro na tentativa de amenizar a crise.
O socorro que o Gama tanto esperava em meio à crise financeira que atravessa finalmente chegou ao Ninho do Periquito no dia 2 de dezembro. A Belmonte Sports, empresa de marketing esportivo do casal Luis Felipe Belmonte e Paula Belmonte, realizou um investimento financeiro para que o alviverde possa finalizar a Série D do Campeonato Brasileiro.
Os detalhes do acordo foram finalizados em reunião do casal Belmonte com a cúpula da direção do Gama. A intercessão é feita com recursos da empresa, que também está à frente do Real Brasília. Terceiro colocado no último Campeonato Candango, o Leão do Planalto é, inclusive, o primeiro da fila para herdar uma vaga na Série D de 2021, o que aconteceria com acesso de Gama ou Brasiliense Futebol Clube.
No que se refere a novas contratações, o Gama correu contra o tempo. De acordo com prazo estabelecido pela Confederação Brasileira de Futebol (CBF), o alviverde teve somente até quinta-feira (3/12/20) para repor as perdas e registrar novos atletas para a sequência da Série D do Campeonato Brasileiro.
Ao lado do Brasiliense Futebol Clube, o outro representante do Distrito Federal na competição nacional, possuem as melhores campanhas da primeira fase da edição de 2020. Na primeira fase, terminou na segunda colocação do Grupo A6, grupo que também reunia Atlético Clube Alagoinhas e Associação Desportiva Bahia de Feira, da Bahia, Tupynambás Futebol Clube, Associação Atlética Caldense e Villa Nova Atlético Clube, ambos de Minas Gerais, além do Palmas Futebol e Regatas, do Tocantins, com 10 vitórias em 14 jogos, atrás do líder do grupo apenas por ter uma derrota a mais. Ainda na primeira fase, no dia 25 de outubro, após a goleada por 6x1 diante do Palmas na quinta rodada, os jogadores decidiram entrar em greve por conta dos salários atrasados. O Gama é eliminado na segunda fase para o Goianésia Esporte Clube, do Goiás.
Após dois anos, chegou ao fim a era Vilson Taddei no Gama. O técnico deixou a equipe nesta segunda-feira, 7 de dezembro depois do empate em 2×2, contra o Goianésia, pela partida de ida da segunda fase do Campeonato Brasileiro Série D. Em meio à crise que o alviverde vive nos bastidores, com atrasos intermináveis de salários e saída de importantes jogadores, o treinador fechou a passagem pelo Gama com dois títulos candangos: 2019, de maneira invicta, e 2020. Ao todo, Taddei comandou 50 jogos pelo Gama, obtendo 39 vitórias, oito empates e – apenas – três derrotas, com um incrível aproveitamento de 83,3%. Além de Vilson, o auxiliar Mayco Taddei também se desligou do alviverde candango. A renovação dos contratos de Vilson e Mayco foi publicado no mesmo boletim.
Ex-atacante com passagens vitoriosas pelo próprio Gama, Vitor Santana da Silva tem 38 anos e começou sua carreira de treinador nas categorias de base do Sobradinho. Santana assumiu o time profissional do Leão da Serra em 2017 e conquistou o título candango sobre o Brasiliense Futebol Clube, tirando o alvinegro de um jejum de mais de trinta anos sem conquistas. Foi treinador do Capital nesta temporada, e também comandou a equipe sub-17 do Periquito durante a Copa do Brasil da categoria.
Vitor Santana será auxiliado por Phillipi Coutinho, atual Analista de Desempenho do time e que também já foi técnico do time sub-20 do Gama. Coutinho foi campeão da Segunda Divisão em 2019 como auxiliar-técnico no Paranoá, e foi treinador do Brasília Futebol Clube neste ano.
| Temporada 2020                     | Temporada 2020 | Temporada 2020 | Temporada 2020 | Temporada 2020 | Temporada 2020 | Temporada 2020 | Temporada 2020 |
|                                    | Jogos          | Vitórias       | Empates        | Derrotas       | Gols feitos    | Gols contra    | Saldo de gols  |
| ---------------------------------- | -------------- | -------------- | -------------- | -------------- | -------------- | -------------- | -------------- |
| Campeonato Brasiliense 2020        | 17             | 15             | 1              | 1              | 57             | 14             | 43             |
| Copa do Brasil 2020                | 1              | 0              | 1              | 0              | 3              | 3              | 0              |
| Campeonato Brasileiro Série D 2020 | 16             | 10             | 3              | 3              | 32             | 14             | 18             |
| Copa Verde de Futebol de 2020      | 2              | 1              | 0              | 1              | 2              | 1              | 1              |
| Total da Temporada:                | 36             | 26             | 5              | 5              | 94             | 32             | 62             |

#### 2021: parceria para se reerguer, vexames e SAF
Em 2021 o Gama participou do Campeonato Brasiliense de Futebol de 2021, Copa Verde de Futebol de 2021 e Copa Verde de Futebol de 2020, Copa do Brasil de Futebol de 2021 e Campeonato Brasileiro de Futebol de 2021 - Série D. Com o agravamento da crise em função da pandemia da COVID-19 buscou parceria com investidores para desabafar as dívidas do clube. Contratou grande parte dos jogadores para o restante da temporada mas com o fracasso do time na Série D do Brasileirão os jogadores foram dispensados antes de participarem da Copa Verde. O time se despediu do Campeonato Brasileiro de Futebol de 2021 - Série D logo na primeira fase, estando fora do zona de classificação e conquistando apenas duas vitórias, ambas contra o Jaraguá. Pela Copa do Brasil de Futebol de 2021 o Gama não pode usar o seu estádio, que estava sendo utilizado como hospital de campanha em combate à COVID-19, mandando seu jogo contra a Ponte Preta no estádio Serra do Lago, em Luziânia, perdendo por 2 a 1. No dia 29 de dezembro, o Gama tem CNPJ emitido e vira oficialmente Sociedade Anônima de Futebol (SAF).

#### 2022: Fim da SAF
No Campeonato Brasiliense de 2022, finalizou a primeira fase na quarta colocação e amargou a última colocação do quadrangular final em meio ao conflito judicial entre a Sociedade Esportiva do Gama e a SAF.

#### 2023: Reconstrução
Com a nova diretoria, o Gama terminou com uma quinta colocação no Campeonato Brasiliense, perdendo a vaga para a segunda fase ao empatar, com placar zerado, contra o Capital.

#### 2025
O Gama conquista o Candangão ao vencer o Capital por 3x1 nas penalidades, conquistando o 14º título estadual.

## Rivalidades

### Gama x Brasiliense Futebol Clube
No começo do século, o clube começou uma rivalidade contra o Brasiliense Futebol Clube. São os clubes do Distrito Federal que alcançaram as maiores conquistas a nível nacional para o DF, ambos conquistaram o Brasileirão da Série B, além disso são também os clubes de maior torcida entre os candangos. O clássico Verde-Amarelo, como é chamado, é o jogo de maior rivalidade do Distrito Federal e sempre atrai bons públicos.
A maior goleada do Gama sobre o Brasiliense Futebol Clube aconteceu em 23 de março de 2003, no Bezerrão, em mais uma decisão de campeonato brasiliense, quando o Gama venceu por 4 x 1. Nem a presença de Túlio Maravilha no time do Brasiliense Futebol Clube impediu que o Gama conquistasse mais um título de campeão brasiliense, o sexto em sete anos (1997 a 2003). Somente seis anos depois, em 7 de março de 2009, no Serejão, é que o Brasiliense Futebol Clube conseguiu aplicar uma goleada em seu adversário. Naquele dia, o placar foi de 4 x 0 a favor do Brasiliense Futebol Clube.
Os dois jogos da final do Campeonato Brasiliense de 2001 foram o ponto de partida para uma série de oito jogos sem derrota do Gama. Ela só foi quebrada em 10 de abril de 2004, quando o Brasiliense Futebol Clube venceu o Gama por 1 x 0 e conquistaria o seu primeiro título de campeão do DF (seriam seis consecutivos, de 2004 a 2009).
Exatamente nesse período de predomínio do Brasiliense Futebol Clube é que aconteceu a mais longa série de invencibilidade entre os dois clubes. O Brasiliense Futebol Clube ficou doze jogos consecutivos sem perder para o Gama, de 10 de abril de 2004 a 16 de fevereiro de 2008. Essa série só foi quebrada em 6 de abril de 2008, no Serejão, quando o Gama venceu por 2 x 0.

### Gama x Brasília Futebol Clube
Clássico Candango é o nome comumente dado aos confrontos entre o colorado Brasília Futebol Clube e o alviverde Gama, sendo assim, o grande clássico futebolístico da capital federal do Brasil durante a década de 1970 e década de 1980.
O confronto reúne dois dos maiores vencedores de títulos do Distrito Federal no total de 21 títulos, sendo 13 do Gama (1979, 1990, 1994, 1995, 1997, 1998, 1999, 2000, 2001, 2003, 2015, 2019 e 2020) e 8 do Brasília Futebol Clube (1976, 1977, 1978, 1980, 1982, 1983, 1984 e 1987).
O último confronto entre as duas equipes ocorreu em 2017, pela primeira fase do Campeonato Brasiliense daquele ano. O Gama manteve a invencibilidade de 4 anos e 6 partidas, batendo o Brasília Futebol Clube por 1x0. A última vitória do Brasília Futebol Clube foi em 2013, vencendo por 2x0 no Bezerrão.
A maior goleada registrada no clássico aconteceu em 14 de outubro de 1984, no Estádio Pelezão. Naquele dia, o Brasília Futebol Clube massacrou o Gama por 7 x 2. Wander, duas vezes, Júlio César, Kidão, Ney, Erasmo e Bolão marcaram os gols do Brasília Futebol Clube, enquanto Mazinho e Ronaldo fizeram os do Gama.
Por outro lado, a maior goleada do Gama sobre o Brasília Futebol Clube aconteceu em duas ocasiões (coincidentemente, com a mesma diferença de gols registrados na goleada do Brasília): no dia 28 de maio de 1995, no Bezerrão, Romualdo, duas vezes, Gilmar, Marcelo França e Carlinhos ajudaram o Gama a golear o Brasília Futebol Clube por 5 x 0; o mesmo placar foi registrado no dia 24 de fevereiro de 2001, também no Bezerrão. Com dois gols de Kabila e um de Rodriguinho, Jorge Ramos e Nen, o Gama voltou a golear o Brasília Futebol Clube por 5 x 0.

### Gama x Goiás Esporte Clube
Importante confronto para o futebol da Região Centro-Oeste no fim da década de 1990 e início dos anos 2000, o clássico-verde entre Gama e Goiás possui 14 partidas disputadas, com 6 vitórias para o Goiás, 5 para o Gama e 3 empates. A primeira partida disputada entre as duas equipes aconteceu no dia 1º de março de 1979, em um amistoso no Estádio Bezerrão, placar final de 1x1. A primeira vitória da equipe brasiliense veio poucos meses depois, em Agosto, em novo amistoso no estádio Bezerrão, em Brasília, vitória por 2x1. A primeira vitória goiana aconteceu apenas em 2001, pela Copa Centro-Oeste no placar de 4x2 no Serra Dourada. Em 2002 protagonizaram a primeira final entre as duas equipes, na Copa Centro-Oeste, o primeiro confronto terminou com uma vitória de 3x2 para o Gama, tendo a equipe de Goiás campeã no jogo de volta vencendo por 3x0.
As duas equipes também já protagonizaram confrontos na elite do futebol brasileiro, o primeiro deles no Mané Garrincha, terminando com um empate de 1x1 pela Copa João Havelange. A segunda ocorreu no Estádio Serra Dourada, placar final de 2x0 para o Goiás. A última ocorreu em 2002, também com vitória goiana,1x0 no Mané Garrincha.
O último confronto entre as duas equipes ocorreu no torneio amistoso Granada Cup, placar final de 1x1 em Brasília, tendo o Goiás como campeão por conta de um cartão vermelho do jogador Dudu Gago, do Gama.

### Gama x Taguatinga Esporte Clube
Gama e Taguatinga Esporte Clube foram fundados no mesmo ano: 1975. Em 1º de julho de 1975, o Pioneira Futebol Clube efetivou a mudança de nome para Taguatinga Esporte Clube. Poucos meses depois, mais precisamente em 15 de novembro, foi a vez do Gama ser fundado. O Gama continua disputando o campeonato brasiliense até hoje. O Taguatinga Esporte Clube paralisou suas atividades em 1999 e, depois de uma fusão com o C. A. Taguatinga, do Núcleo Bandeirante, retornou em 2018, foi vice-campeão da Segunda Divisão local e garantiu vaga na Primeira em 2019. O clássico tem um total de 79 partidas, 29 vitórias do Taguatinga Esporte Clube contra 21 do Gama e 29 empates.
A primeira vez que Gama e Taguatinga Esporte Clube se enfrentaram foi no dia 1º de maio de 1976, no ainda existente Estádio Pelezão. Com um gol de Bira, aos 36 minutos, o Taguatinga Esporte Clube venceu a partida por 1x0. Jorge Aloise foi o árbitro do jogo, que teve renda de Cr$ 37.000,00. Maurício, do Taguatinga Esporte Clube, foi expulso de campo.
Apesar da diferença de oito vitórias do Taguatinga Esporte Clube sobre o Gama, curiosamente, se considerarmos o período em que o Taguatinga Esporte Clube estava na ativa e mais o último jogo entre eles, chegaremos ao total de quinze jogos que o Gama não perde. De 12 de dezembro de 1993 a 2 de maio de 1999 e no dia 25 de janeiro de 2020, foram dez vitórias do Gama e quatro empates.
Os 79 jogos entre Gama e Taguatinga Esporte Clube foram disputados em quatro estádios do Distrito Federal: Serejão, em Taguatinga, e o Bezerrão, no Gama, foram os que mais receberam o duelo: 38 vezes no Serejão e 38 no Bezerrão. Pelezão e Mané Garrincha já receberam esse duelo em três oportunidades cada um.

### Gama x Sobradinho Esporte Clube
Gama e Sobradinho é um dos duelos mais antigos da capital federal. A primeira vez que se enfrentaram foi no distante 17 de setembro de 1978, no Bezerrão. Com um gol do zagueiro Manoel Silva, no final do jogo, o Gama venceu o Sobradinho por 1 x 0. Os 93 jogos realizados entre Gama e Sobradinho praticamente foram disputados em apenas dois estádios: 48 no Bezerrão, 43 no Augustinho Lima e apenas um no Adonir Guimarães, em Planaltina.
O Gama ficou de 3 de junho de 1979 a 9 de junho de 1984 sem perder uma partida para o Sobradinho. Foram 19 jogos nesse período, com 12 vitórias do Gama e sete empates.
A maior goleada registrada no duelo é de 7 x 0 a favor do Gama, no dia 21 de maio de 2000, em pleno Augustinho Lima, mando de campo do Sobradinho. O maior placar alcançado pelo Sobradinho sobre o Gama aconteceu em 26 de julho de 1992, também no Augustinho Lima. Vitória de 5 x 0.

### Gama x Ceilândia Esporte Clube
A primeira vez que Gama e Ceilândia se enfrentaram foi no dia 6 de julho de 1980, no Bezerrão. Ainda comandado por Fantato, o Gama não teve dificuldades para vencer por 3 x 0. O Ceilândia nunca derrotou o Gama por um placar dilatado. O melhor resultado foi um 3 x 0, em 20 de abril de 1986. A maior goleada pelo lado gamense foi no Campeonato Brasiliense de 2020, em pleno Abadião, o Gama goleou por 6x0 pela primeira fase.

### Gama x Associação Atlética Luziânia
O confronto entre Luziânia e Gama, tem pouco mais de 20 anos de história. A primeira vez que se enfrentaram foi em 10 de março de 1996, quando o Gama venceu o Luziânia, no Bezerrão, por 2 x 0. A maior goleada do Luziânia aconteceu no dia 30 de janeiro de 2005. Naquele dia, no Mané Garrincha, o Luziânia surpreendeu seu adversário, goleando-o por 4 x 1. Já a maior goleada do Gama contra o Luziânia ocorreu recentemente, no Campeonato Brasiliense de 2020. Nessa ocasião, a partida ocorreu no estádio Serra do Lago, em Luziânia, 5x1 para a equipe brasiliense na primeira fase.

## Estrutura

### Gamastore
A Sociedade Esportiva do Gama possui uma loja virtual para venda de seus produtos.

### Ninho do Periquito
O Centro de Treinamento Ninho do Periquito fica localizado na Ponte Alta Norte, área rural da Região Administrativa do Gama, em Brasília.

### Sócio Gamão
No ano de 2018, a equipe inaugurou o primeiro programa de sócio torcedores do Distrito Federal. O projeto, durante a pandemia, foi inativado e retomado em 2023 pelo Presidente Wendel Lopes.

### SEG75
No ano de 2019, a equipe anunciou a criação de uma marca de material esportivos própria. Batizada de SEG75, que remete ao ano de criação e a sigla do maior campeão do Distrito Federal. A logo da loja foi o primeiro passo para alcançar o objetivo de aproximação com a torcida gamense. O desenho foi inspirado em um dos símbolos mais representativos da cidade do Gama: o Monumento do Periquito, localizado no principal viaduto da região. A parceria com a Tommer, empresa que produzia os uniformes foi encerrado em 2021 e com isso também chega ao fim a produção da SEG75.

## Torcidas Organizadas

### Ira Jovem do Gama
A primeira Ira Jovem do Brasil é a torcida organizada da Sociedade Esportiva do Gama. É a maior e principal organização de torcedores do Distrito Federal e uma das principais do Centro-Oeste brasileiro.
Em 2003 doze amigos tiveram a ideia de fazer uma bandeira e assistir ao jogo do Gama que ocorreria na semana seguinte, no Bezerrão, pela 1ª Fase da Copa do Brasil. E foi assim por algum tempo. Estes amigos iam aos jogos apenas para levar suas bandeiras. Desta forma, naturalmente passou a ser observado o crescimento de seguidores dessa torcida, que começava a trilhar novos caminhos. “A IRA é aquilo que me move e move muitos que fazem parte da sua história. O amor por uma torcida e por um clube não acontece da noite para o dia, ele acontece com a convivência diária. É muito emocionante saber que uma torcida que começou como diversão de um grupo de amigos se tornou conceituada, respeitada em todo Brasil e a única organizada do clube”, relembrou Victor Lima, diretor da torcida Ira Jovem do Gama.
Nascia, então, no dia 3 de março de 2003, a Torcida Ira Jovem do Gama. O primeiro jogo, válido pela Copa do Brasil daquele ano, contra o Bangu, foi disputado no dia 12 de março. A partida foi no antigo Bezerrão, terminando com o placar de 2 x 0 para o clube alviverde, com 2 gols do zagueiro e ídolo Nen. Com mais ou menos 25 integrantes na arquibancada, duas bandeiras e um surdão apenas para “representar”, posteriormente a Ira produziu uma faixa de 30 metros.
A partir daí, a torcida sempre esteve em todos os jogos do Gama no Centro-Oeste e em muitos jogos pelo Brasil. Cada um com sua colaboração e, aos poucos, foi sendo montada com muita dificuldade a maior torcida do DF. Símbolos, mascote, fontes, foram todos detalhadamente escolhidos com o intuito de demonstrar o amor pelo Gama de forma diferente das torcidas do clube já existentes.
Não tendo vínculo algum com a diretoria do Gama, a Ira Jovem conseguiu suas conquistas de maneira independente, podendo não só empurrar o alviverde nos 90 minutos, mas também protestar, criticar e sugerir soluções buscando sempre o melhor para a entidade. A Ira Jovem é a primeira torcida do Brasil a usar esse nome, depois servindo de inspiração para várias torcidas de diversos times do país.
Inicialmente, a IRA se resumia a um pequeno grupo que se reunia todos os finais de semana para assistir aos jogos do Gama. Esses jovens nunca imaginaram que a torcida poderia aumentar. Mas com o passar dos anos, o Gama necessitaria de uma torcida que incentivasse e defendesse as cores alviverdes. A Ira Jovem assumiu este papel, totalmente independente do clube.
A Ira Jovem do Gama nasceu após a insatisfação desses amigos, que eram integrantes de uma antiga torcida do Gama, e a incompatibilidade de ideais com outra torcida já existente. Já que o Gama se encontrava em constante decadência da 1ª para 2ª divisão e, posteriormente, para a 3ª divisão, após algumas reuniões: Heliomar, Breno, Helielson, Bruno, Sula, Raul, Ciro, Caio e Leonardo resolveram fundar uma torcida diferente das já existentes, com a visão de apoiar o Gama em qualquer circunstância, não importando a ocasião.
Logo após a decisão, a torcida recebeu o apoio de BB, Fabão, Lamarta, Fábio Galego e os irmãos da 16 do Bonde Oeste. E assim surgiu a maior torcida organizada do Distrito Federal, representando a Sociedade Esportiva do Gama.

### Torcida Inferno Verde
A Inferno Verde foi fundada no dia 15 de dezembro de 1998 por moradores de Samambaia, Gama e Núcleo Bandeirante. No dia 12 de dezembro daquele ano, às vésperas da partida entre Gama e Botafogo de Ribeirão Preto, alguns torcedores empolgados com a campanha do clube no Campeonato Brasileiro da Série B (o Gama seria o campeão), resolveram fundar uma nova torcida, sendo que esta teria como objetivo aglutinar torcedores da cidade do Gama, bem como de outras cidades da região.

### Torcida Legião Alviverde
Francisco Sales Santana nasceu no Gama no dia 24 de janeiro de 1968. A partir de 1996 começou aparecer nas reportagens como um dos torcedores mais participantes da vida do clube. Coincidência ou não, foi a partir dessa época que o time passou a ter maior prestígio nacional.
Em 1998 veio a coroação, seguindo a equipe onde ela fosse e levando a faixa da Torcida Legião Verde criada por ele e seu primo em homenagem à banda de rock Legião Urbana, Francisco Sales é testemunha ocular da campanha gloriosa que deu o primeiro título nacional à Sociedade Esportiva do Gama.
O entusiasmo era tanto que Francisco Sales abriu um lojinha de artigos gamenses no Shopping do Gama e lá também serviu como exposição de troféus para que a torcida pudesse contemplar todas as conquistas do alviverde.
Faz parte de seu legado também a produção de um documentário histórico imperdível que conta a façanha da conquista do título brasileiro de 1998. Atualmente Francisco Sales participa da vida cultural da cidade sendo nomeado presidente do Conselho de Cultura do Gama em 2010 e, é claro, torcendo para o Gamão.

## Símbolos

### Escudo
Fundado em 15 de novembro de 1975, a Sociedade Esportiva do Gama participou da sua primeira competição (Torneio Imprensa de 1976) com uma camisa modelo academia do Palmeiras, de São Paulo, sem escudo. A partir de maio do mesmo ano estreou no Campeonato Brasiliense adotou como seu primeiro escudo o brasão do Distrito Federal com as letras S E G. Esse formato, utilizado normalmente como símbolo de Brasília, nada mais do que é o pilar do Palácio da Alvorada. O curioso é que os primeiros jogadores o chamavam de símbolo do DEFER  (o antigo Departamento de Educação Física, Esportes e Recreação), pois esse órgão eventualmente contribuía com algum material para as equipes esportiva da Capital.
Em 1978, o Dr. Alberto Farah, arquiteto que trabalhava na Administração Regional do Gama e que já tinha em seu currículo a autoria dos projetos do antigo Estádio Bezerrão e da Feira Permanente da cidade, resolveu criar um novo escudo, algo que tivesse um tom mais original e que o distinguisse dos demais times do Distrito Federal. Inspirado pelo movimento da Copa do Mundo daquele ano realizada na Argentina, o Dr. Farah aproveitou as mãos que alçavam a bola do símbolo do evento excluindo, porém, os braços. A bola, ao centro, foi elaborada de uma forma que parecesse com uma colmeia, assim como foram planejados os setores da cidade.
Em 1999, com o retorno da equipe a Série A do Campeonato Nacional, em uma viagem onde a equipe iria realizar uma partida o então Presidente Wagner Marques foi abordado por um jornalista local que o perguntou porque não mudava as letras SEG pelo próprio nome GAMA, uma vez que os profissionais da imprensa de outros estados tinham dificuldade para saber o significado daquelas três letras e às vezes trocavam o símbolo da equipe por uma outra, pois não sabiam qual era o escudo correto. A ideia foi aceita acrescentando a estrela que representa a conquista da Série B de 1998.

### Periquito
O apodo Periquito, mascote do Gama, surgiu por conta que essa ave que emite sons que podem irritar algumas pessoas, especialmente quando estão aos bandos, sendo atribuído preconceituosamente aos torcedores alviverdes.

### Monumento do Periquito
Em homenagem ao clube da cidade, há um monumento na entrada do Gama, idealizado por Ariomar da Luz Nogueira. A obra foi inaugurada em 1999 em homenagem ao principal título de um clube brasiliense. Primeiramente localizado no Balão do Periquito, a estrutura foi movida devido a construção do Viaduto do Periquito, onde está agora situada, podendo ser vista apenas por alguns ângulos.

### Palhaço Pirulito

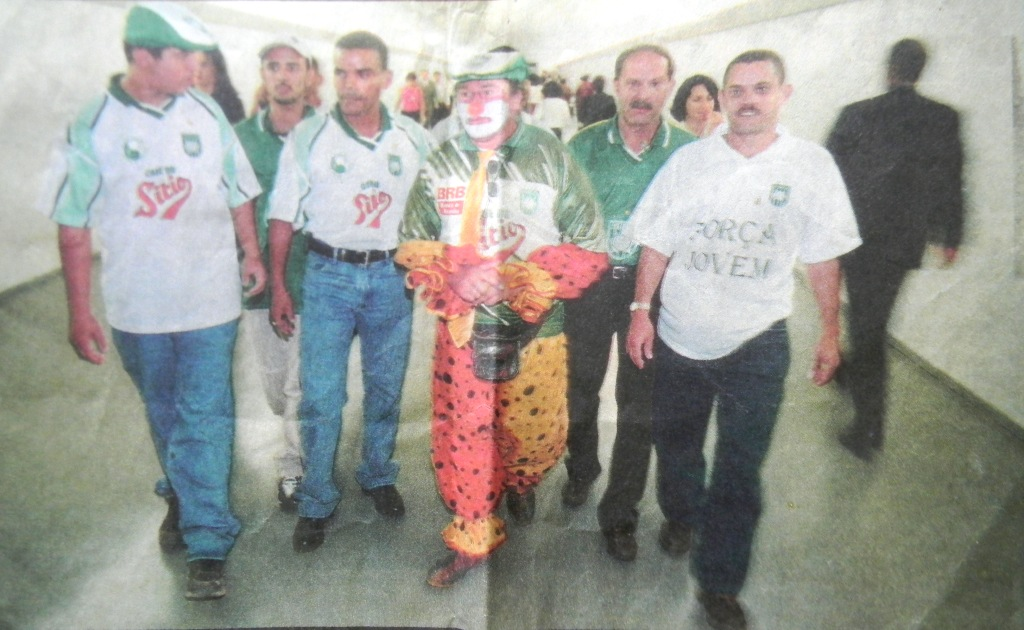
Pirulito nos corredores do Congresso Nacional à favor da permanência do Gama na primeira divisão.

José dos Santos Cavalcanti, mais conhecido com Palhaço Pirulito, é o mais característico torcedor do Gama. Presentes em todos os jogos da equipe, logo ganhou o carinho dos torcedores e moradores da cidade. O Palhaço Pirulito morreu em 2020 vítima de AVC.
José dos Santos Cavalcante nasceu em São Rafael no Rio Grande do Norte, no dia 31 de março de 1966. Antes de tentar a sorte no Distrito Federal, foi trabalhar na lavoura em Goiás, depois veio para a cidade do Gama, em 1984.
Com seu jeito alegre, não foi difícil fazer amizades e adaptar à cidade. Também não demorou muito a se apaixonar pelo time mais popular de todos os tempos do Distrito Federal. Sociedade Esportiva do Gama e Palhaço Pirulito foi paixão à primeira vista.  

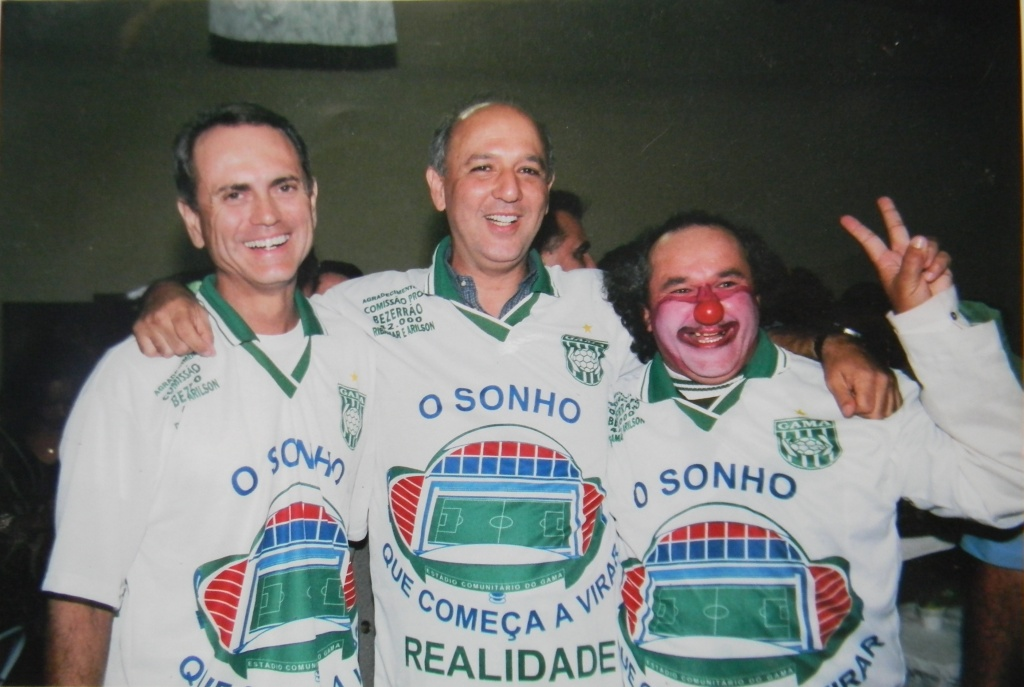
Palhaço Pirulito, Senador Arruda e Deputado Paulo Octávio.

Com o time fazendo bonito no gramado e desbancando os "grandes" era hora da cidade ter um estádio do mesmo nível, o então deputado Paulo Octávio e senador José Arruda idealizaram e articularam a construção de uma arena, Pirulito não só comprou a ideia como também foi à luta nas manifestações para sensibilizar as autoridades distritais e federais para liberarem os recursos necessários.
Após a entrega do novo Estádio Bezerrão o já Governador de Brasília entregou em mãos um livro de aniversário de 50 anos do aniversário de Brasília com uma dedicatória especial.

### Hino
| “ | Gama sempre Gama Eu sou gamense até morrer Aguerrido esquadrão de ouro Tesouro que eu não posso esquecer Outras vitórias e glórias virão Dessa pujança que és tu Tua torcida não se intimida Porque o lema é vencer Com lealdade, com galhardia Gigante do esporte O mais forte há de ser | ” |

## Estádio Walmir Campelo Bezerra

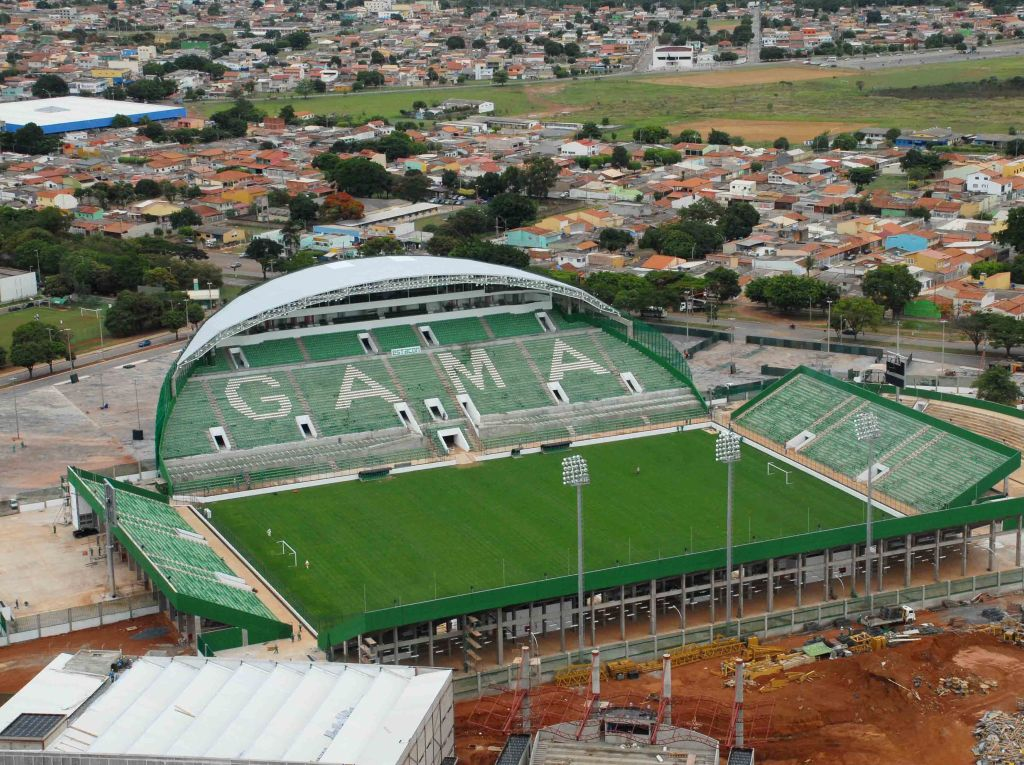
Estádio Bezerrão.

O Bezerrão, construído em 1977, é de propriedade do Governo do Distrito Federal. O estádio da Região Administrativa do Gama é, após o Estádio Nacional Mané Garrincha, o mais moderno de Brasília. É a casa do Gama desde a sua fundação. Possui capacidade para 20.300 pessoas.
O último título da equipe do Gama no estádio foi justamente contra o seu maior rival, o Brasiliense Futebol Clube. Em desvantagem por ter se surpreendido com um placar de 3x1 no estádio do adversário, o Elmo Serejo, o Gama entrou em campo sem o peso da sua torcida no estádio, por conta da COVID-19, mas fez valer o mando de campo e venceu por 2x0, levando a partida para os pênaltis e após, levantando a décima terceira taça do Campeonato Brasiliense de Futebol.

## Videoteca

### O Vôo do Periquito Rei (2002)
No ano de 2000, em comemoração aos 25 anos da Sociedade Esportiva do Gama, a Brasil Video lançou o DVD recontando a trajetória vitoriosa do maior clube do DF. Como foi o voo do Periquito sobre as dificuldades para conquistar um lugar na galeria dos campeões do Brasil.

### O Casamento de Louise (2002)
O filme conta a história de duas mulheres, a patroa Louise e a empregada Luzia, que querem encontrar o homem dos seus sonhos e destino resolve surpreender a duas. Cenas gravadas no Estádio Bezerrão e no Centro de Treinamento do Gama. Filme premiadíssimo com Marcos Palmeira, Sílvia Buarque, Dira Paes e Mark Hopkins.

### Gama Campeão Brasileiro da Série "B" 1998 (2009)
Francisco Sales, um torcedor fanático (que criou a Torcida Legião Alviverde, o CD com vários ritmos musicais para o time e um hino que foi adotado como oficial pela própria diretoria do Gama) reuniu material para fazer esta linda lembrança do maior título da história do clube.

### Escrete 79: os bastidores de uma conquista (2009)
Bastidores do primeiro Campeonato Metropolitano conquistado pela Sociedade Esportiva do Gama contado por quem fez a história: jogadores, dirigentes, comissão técnica e staff. Polêmicas e fatos desconhecidos do público são revelados 30 anos após o título de 79.

### Fantato, o homem gol (2010)
Um time em busca de um artilheiro que resolvesse seu problema de gol. Um jogador em busca de uma oportunidade para mostrar seu talento. Esse encontro de "buscas" resultou no primeiro Campeonato Brasiliense conquistado pela Sociedade Esportiva do Gama. Fantato demonstrou ser o homem gol que o time precisava e se tornou um verdadeiro mito para a torcida.

### Manoel Ferreira: prata da casa... bola de ouro (2010)
Manoel Ferreira chegou ao Gama ainda criança e sua determinação em ser jogador profissional de futebol o fez superar muitas barreiras até a realização de seu sonho. Dono de um domínio de bola e condicionamento físico invejáveis, ele é apontado como o melhor jogador em sua posição que já atuou pela Sociedade Esportiva do Gama.

## Outras modalidades

### Futebol Americano

#### Gama Leões de Judá
O Leões de Judá nasceu de um grupo de jovens cristãos fãs de Futebol Americano. O sonho começou quando o jogador de futebol americano, Adalberto Patrocínio viu alguns desses jovens praticando o esporte em um acampamento da igreja da qual faz parte, este fato despertou seu interesse em criar uma equipe para praticar o esporte levantando sempre a bandeira do evangelho de Cristo. E foi então que após uma conversa com o jogador Diego Marcos sobre este sonho que os dois tiveram a iniciativa de fundar o time.
Fundado em 12 de Fevereiro de 2013 o Leões de Judá foi o primeiro time cristão de futebol americano do Brasil. Com a divulgação em redes sociais, jovens de diversas igrejas se contagiaram com a ideia e buscaram um espaço para representar o mais novo time da modalidade de Brasília.
Em 23 março de 2013 aconteceu o primeiro encontro do grupo onde foi feito o primeiro Try-Out com a presença de mais de 20 candidatos no Taguaparque, na Região Administrativa de Taguatinga, em Brasília.
Inicialmente o foco dos treinamentos estava em condicionar os atletas e procurar a melhor posição para cada um no time mas agora, com o crescimento, começa a mudar um pouco para os treinos específicos de táticas e técnica de jogo.
No dia 19 de julho de 2015, o time conquistou seu primeiro título: Campeão Candango de Futebol Americano.
Em 2020, a Associação Atlética e Desportiva Leões de Judá Futebol Americano e a Sociedade Esportiva do Gama resolvem unir forças e anunciam a fusão dos dois times para a temporada 2020 e demais no futuro, passando a adotar o nome Gama Leões de Judá Futebol Americano.
A fusão do maior time de futebol do Distrito Federal com o time de grande tradição na história do Futebol Americano o Leões de Judá de Brasília, representa toda a importância do esporte, que a cada dia cresce mais ainda e ganha os corações de fãs espalhados por todo o país.
Também no ano de 2020, o Gama Leões de Judá Futebol Americano derrotou o Rednecks, de Goiânia, e se sagrou campeão da Taça Cairo Santos.
O Leões de Judá conquistou Taça Cairo Santos em 2021 e 2022, se tornando tetra campeão com um tri consecutivo, se isolando no quadro de campeões.

### Caratê
A Sociedade Esportiva do Gama, sempre de olho no futuro, ingressou nas artes marciais através do Instituto Caio Rodrigo de Artes Marciais, que representará a marca do alviverde na modalidade.
Em nota, o instituto mostra determinação em vestir as cores do Gama: “Agradecemos por confiarem em nós, vamos continuar juntos nos novos e maiores desafios que virão. Agora, somos a equipe oficial de caratê da Sociedade Esportiva do Gama. Passamos a defender o verde e o branco”.
Através de aplicativos, o sensei segue dando suas aulas com ajuda da internet. No mesmo caminho, o esporte se reinventou e há competições em que uma banca avaliadora examina lutadores que fazem seus movimentos de luta, chamado de Kata.
E é justamente no Campeonato Brasileiro de Karatê Virtual, organizado pela Confederação Nacional de Karatê do Brasil (CNKB), que o Instituto Caio Rodrigo de Artes Marciais representou o Gama pela primeira vez.

### E-sports
O Departamento de Esportes Eletrônicos da Sociedade Esportiva Gama tem participação em 4 modalidades, sendo elas: Automobilismo Virtual, Counter-Strike: Global Offensive, League of Legendse EFootball Pro Evolution Soccer.
O projeto de eSports do Gama se junta com vários outros que já fazem parte do clube, como futebol americano, futebol feminino, futebol de mesa, e futsal. Segundo o diretor jurídico Wendel Lopes, a iniciativa de ter vários departamentos faz parte de um projeto de expansão do clube para atender a torcida: “Abraçando diversas modalidades podemos atender a nossa torcida, que é imensa e que gosta de outros esportes e não somente o futebol” disse Wendel.

### Futebol de mesa
Ainda em formação, o time de futebol de mesa do Gama deve iniciar suas atividades com ao menos dez atletas. Segundo informação do alviverde, o número de jogadores está acima do necessário para atuar em competições profissionais, que exigem a inscrição de equipes com no mínimo quatro membros. O projeto gamense será implementado com a colaboração de dois parceiros: Associação dos Servidores da Câmara dos Deputados (Ascade) e a Confederação Brasileira de Futebol de Mesa (CBFM).
A Ascade irá ceder toda a sua estrutura física para a equipe do Gama realizar seus treinamentos e torneios internos de preparação. Já a entidade máxima do futebol de mesa do país também manifestou apoio ao projeto do alviverde no esporte. André Araújo, representante da CBFM, esteve presente no CT Ninho do Periquito na assinatura da portaria e afirmou que a entrada de um time profissional de futebol será essencial para o crescimento do esporte no DF.
Supervisor do Departamento de Futebol de Mesa e capitão da nova equipe do Gama, Flávio Cavalcante também ressaltou a importância do projeto alviverde e destacou a felicidade de estar inserido na nova empreitada gamense. “Estamos muito felizes porque todo time grande tem um departamento de futebol de mesa e aqui no Gama não poderia ser diferente. A gente vai honrar a camisa também no FutMesa”, comentou em entrevista ao site oficial do time.

### Futebol Feminino

#### Início
Em 1986, a então Federação Metropolitana de Futebol criou o Departamento de Futebol Feminino, sob a coordenação da Diretoria de Futebol Amador. No mesmo ano de 1986 foi disputado o primeiro Campeonato Brasiliense de Futebol Feminino, participaram seis equipes: Gama, Guará, Jardim, São Paulo Junior, Sobradinho e Vila Dimas.
A segunda edição do Campeonato Feminino de Futebol em Brasília ocorreu no ano seguinte, em 1987. A equipe do Gama ficou na última colocação, com 1 vitória e 5 derrotas.

#### Golpe nas jogadoras do Gama
Jogadoras do Gama denunciam terem sido vítimas de um golpe ordenado por um homem identificado como Ítalo Batista Teodoro Rodrigues. Ele teria proposto ao clube uma parceria para implementar uma equipe de futebol feminino em 2020, em que arcaria sozinho com todos os gastos e, em troca, o time cederia o nome.

## Títulos
| NACIONAIS  | NACIONAIS                       | NACIONAIS | NACIONAIS                                                                           |
|            | Competição                      | Títulos   | Temporadas                                                                          |
| ---------- | ------------------------------- | --------- | ----------------------------------------------------------------------------------- |
|            | Campeonato Brasileiro - Série B | 1         | 1998                                                                                |
| REGIONAIS  |                                 |           |                                                                                     |
|            | Competição                      | Títulos   | Temporadas                                                                          |
|            | Torneio Centro-Oeste            | 1         | 1981                                                                                |
| DISTRITAIS |                                 |           |                                                                                     |
|            | Competição                      | Títulos   | Temporadas                                                                          |
|            | Campeonato Brasiliense          | 14        | 1979, 1990, 1994, 1995, 1997, 1998, 1999, 2000, 2001, 2003, 2015, 2019, 2020 e 2025 |

Categorias de base
| DISTRITAIS | DISTRITAIS                         | DISTRITAIS | DISTRITAIS                                                        |
|            | Competição                         | Títulos    | Temporadas                                                        |
| ---------- | ---------------------------------- | ---------- | ----------------------------------------------------------------- |
|            | Campeonato Brasiliense de Juniores | 12         | 1979, 1994, 1995, 1998, 1999, 2000, 2001, 2002, 2015, 2019 e 2023 |

 Campeão invicto
| Feminino | Feminino | Feminino | Feminino |
| -------- | -------- | -------- | -------- |

| REGIONAIS  | REGIONAIS                                 | REGIONAIS | REGIONAIS  |
|            | Competição                                | Títulos   | Temporadas |
| ---------- | ----------------------------------------- | --------- | ---------- |
|            | Torneio Interestadual de Futebol Feminino | 1         | 2010       |
| DISTRITAIS |                                           |           |            |
|            | Competição                                | Títulos   | Temporadas |
|            | Taça Correio Braziliense                  | 1         | 1997       |
|            | Copa São Sebastião                        | 1         | 2013       |

## Participações
|  | Participações em 2025 |

| Competição                | Competição             | Temporadas | Melhor campanha                | Estreia | Última | P | R |
| Distrito Federal (Brasil) | Campeonato Brasiliense | 48         | Campeão (14 vezes)             | 1976    | 2025   |   | – |
|                           | Copa Verde             | 3          | Vice-campeão (2016)            | 2016    | 2021   |   |   |
| Brasil                    | Campeonato Brasileiro  | 6          | 15º colocado (1999)            | 1979    | 2002   |   | 1 |
| Brasil                    | Série B                | 10         | Campeão (1998)                 | 1981    | 2008   | 1 | 2 |
| Brasil                    | Série C                | 5          | Vice-campeão (2004)            | 1990    | 2010   | 2 | 1 |
| Brasil                    | Série D                | 5          | 17º colocado (2020)            | 2011    | 2026   | – |   |
| Brasil                    | Copa do Brasil         | 15         | Oitavas de final (2004 e 2007) | 1991    | 2021   |   |   |